# Europäische Geschichte und Mythologie in Tolkiens Welt
Europäische Geschichte und Mythologie in Tolkiens Welt beleuchtet jene Hintergründe, die in das mythologische Konzept des Werkes John Ronald Reuel Tolkiens und in dessen erdachte Welt eingeflossen sind.
Tolkien war Sprachwissenschaftler und bekennender Katholik, verstand aber seine Dichtung keineswegs als Allegorie, sondern als eigenständige Schöpfung im Wortsinn. Darin finden sich sowohl zahlreiche Anklänge und Entlehnungen aus den mittelalterlichen Heldensagen als auch aus den germanischen, finnischen und walisisch-keltischen Mythologien, mit denen er aufgrund seiner sprachwissenschaftlichen Studien vertraut war. Als weitere Bezugspunkte dienten Tolkien Erzählstoffe aus der klassischen griechischen Mythologie und Heldenepik, beispielsweise aus der homerischen Ilias oder Platons Darstellung des Untergangs von Atlantis, sowie diverse Märchenmotive, wie sie von den Gebrüdern Grimm aufgeschrieben wurden. Über seinen literarischen Zirkel in Oxford, den Inklings, dem unter anderem Charles Williams, C. S. Lewis und Owen Barfield angehörten, wurde Tolkien auch mit der zeitgenössischen Esoterik in deren christlich/romantisch geprägter Form vertraut.

## John Ronald Reuel Tolkien
Tolkien (* 1892; † 1973) war ein britischer Professor der Philologie (Sprach- und Literaturwissenschaft) am Pembroke College (1925 bis 1945) und Merton College (1945 bis 1959) der Universität in Oxford. Er befasste sich in seinen Studien eingehend mit mittelalterlichen – vor allem angelsächsischen – Texten, unter anderem dem altnordischen Götterlied Skírnismál oder einer englischen Bibelversion aus dem 12. Jahrhundert, die unter der Bezeichnung Ormulum bekannt ist. Des Weiteren hatte Tolkien ein großes Interesse an den mittelalterlichen Vorstellungen über die Magie angelsächsischer Begräbnisplätze und an den Darstellungen von monsterhaften Erscheinungen auf den Fundstücken aus dem Schiffsgrab in Sutton Hoo.:10 Aber auch prägende Ereignisse wie der frühe Tod seiner Eltern oder seine Liebe zu seiner späteren Ehefrau Edith Bratt fanden Einzug in Tolkiens Geschichten über Mittelerde.

## Beeinflussung durch Zeitgenossen
Die Suche nach anderen Welten gilt mit als typisch zeitgenössischer Aspekt des Viktorianismus. Verlin Flieger sieht in George du Maurier einen Autor mit großen Parallelen zu Tolkiens Leben und Schreiben, dessen Romane Peter Ibbetson (1891) und Trilby (1894) eine ähnliche Wirkung wie Tolkiens Fantasy gehabt hätten.
Tolkiens Werk gegenüber wurden gelegentlich auch Bezüge zum zeitgenössischen Rassismus wie zu Vorstellungen der Geopolitik vorgeworfen, in Deutschland unter anderem von Niels Werber, die den Erfolg der entsprechenden Bücher wie des gesamten Literaturgenres aber keineswegs in Frage stellen.
Es finden sich in Tolkiens Erzählungen über Mittelerde Anklänge aus den Werken von William Morris (Arts and Crafts Movement, hier insbesondere die Poesie und Erzählweise in den Romanzen), aus denen er auch inhaltliche Elemente entlehnte wie etwa die Totensümpfe:226 oder den Düsterwald (Mirkwood). Weitere Einflüsse finden sich in Owen Barfields Kinderbuch The Silver Trumpet, der History in English Words und der Poetic Diction, aber auch in der Erzählung Marvellous Land of Snergs von Edward Wyke-Smith, die sich teilweise in der Darstellung der Ereignisse um Bilbo Beutlin im Buch Der kleine Hobbit wiederfinden.
Tolkien selbst beschrieb in seinem Essay On Fairy-Stories 1939 das Schreiben von Fantasy – er selbst benutzt den Begriff Fairy-stories, was eher als „Märchen“ zu übersetzen wäre – als Schöpfungsakt im christlichen Sinne, bei dem Worte das wesentliche Werkzeug darstellen. Er bezieht sich dabei unter anderem auf das griechische Pneuma, welches ursprünglich „Geist“, „Windhauch“ sowie „Wort“ bedeuten konnte. Worte und Begriffe beschreiben Tolkien zufolge nicht nur eine Vorstellungswelt des Autors oder ein Wiederfinden vergessenen Wissens im Sinne des Platonschen Timaios-Dialogs (der neben der Atlantissage auch grundlegende Betrachtungen zur menschlichen Wahrnehmung enthielt) oder der Imagination im Sinne Samuel Taylor Coleridges, sondern schaffen eine eigene Welt. Grundlegend wichtig war für Tolkien dabei Owen Barfields anthroposophisch geprägte Vorstellung einer urtümlichen semantischen Einheit, der zufolge die Menschheit in ihren Anfängen bereits ein Gefühl des Kosmos und einer Anteilnahme an demselben hatte, welches seitdem verloren ging. Die ursprünglichen Begriffe hätten wie das Pneuma anfänglich größere semantische Einheiten gebildet, die sich seitdem in verschiedene Bedeutungen aufsplitterten. Für Tolkien lag, wie er später Lewis erläuterte, diese Überlegung seinem Schreiben von Fantasy zentral zugrunde, die eine Rückkehr in einen Zustand sozusagen vor dem Sündenfall ermögliche, welche er für ein menschliches Grundbedürfnis hielt. Des Weiteren führte er den Begriff der Eukatastrophe ein, einer Wendung zum Guten aus geringsten Anfängen, die er ebenso als christlich basiert beschreibt.

## Übernahme von Motiven aus Mythologie und Heldensagen
| Altisländische Sagas: Isländer- und Vorzeitsagas | Lieder-, Prosa-Edda und weitere | Heldenepen in verschiedenen Sprachen |
| --- | --- | --- |
| - Bárðar saga Snæfellsáss - Egils saga - Gísla saga - Gunnlaugs saga ormstungu - Grettis Saga - Hervarar saga ok Heiðreks konungs - Hrafnkels saga Freysgoða - Hrólfs saga kraka - Laxdæla saga - Örvar-Odds saga - Víga-Glúms saga - Völsunga saga - Ynglinga saga | - Codex Regius - Fáfnismál – Reginsmál – Sigrdrífomál - Gylfaginning - Hávamál - Skírnismál - Vafþrúðnismál - Völuspá - Eiríks saga viðförla - Fagrskinna - Gesta Danorum von Saxo Grammaticus - Heimskringla | - Ancrene Wisse und Artusromane - Beowulf und Canterbury Tales - Christ von Cynewulf - Getica von Jordanes - Kalevala (Finnlandepos) - Mabinogion - Nibelungenlied - Red Book of Hergest - Sir Gawain and the Green Knight und Pearl - Sir Orfeo - Spielmannsdichtung – Orendel - The Battle of Maldon - The Ruin und The Wanderer |

### Germanische Einflüsse

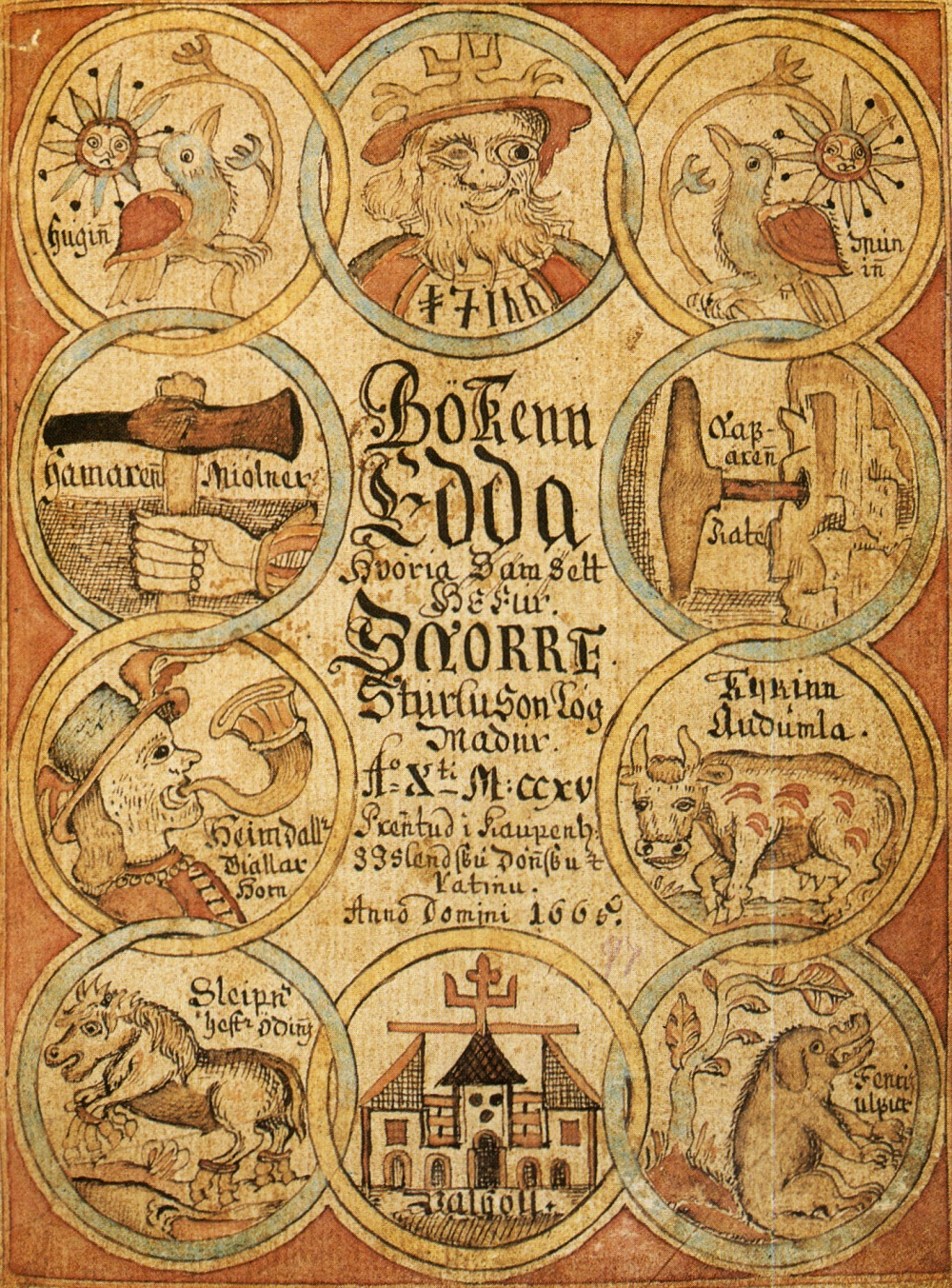
Snorra-Edda von 1666

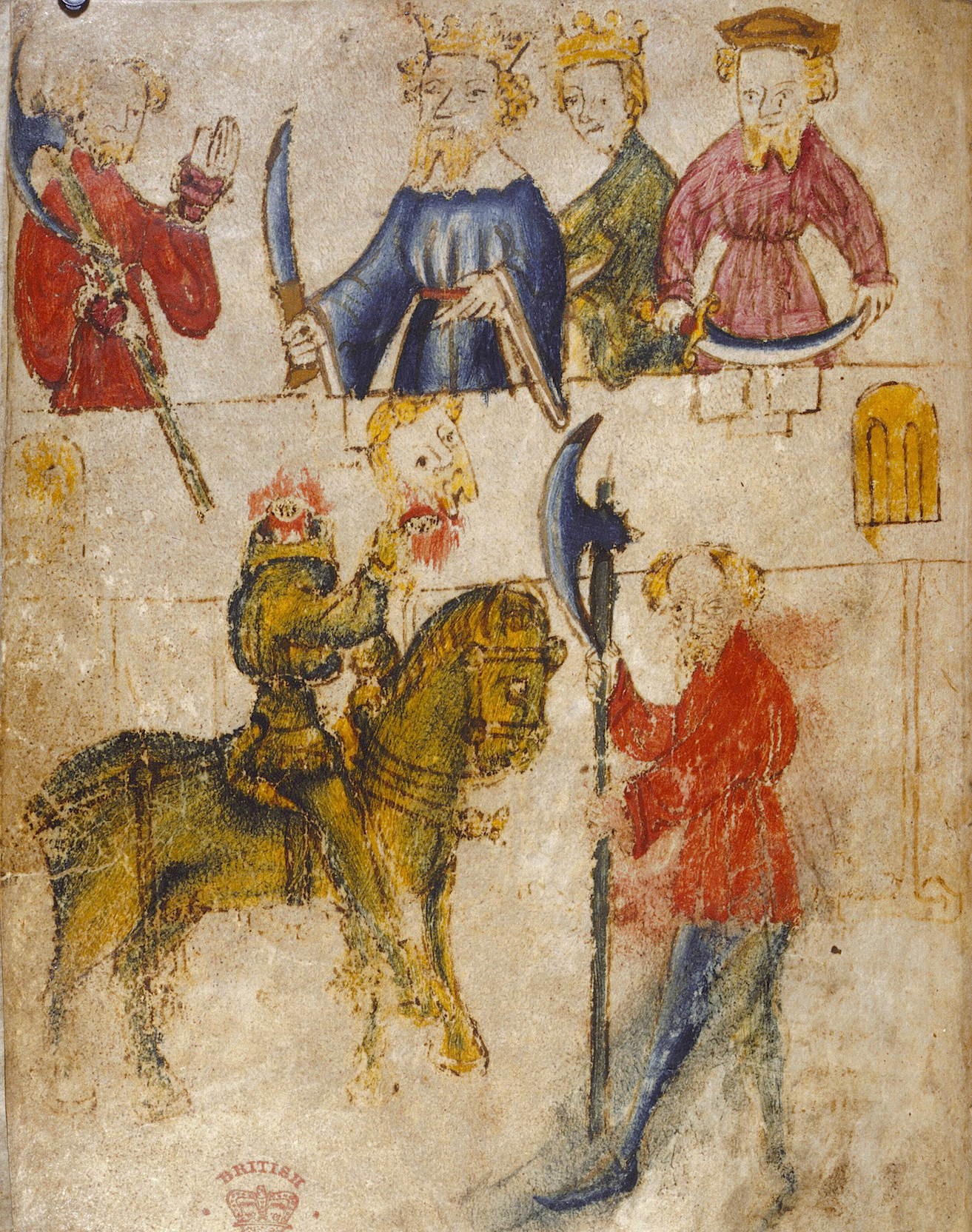
Sir Gawain und der Grüne Ritter

„Ich habe den größten Teil meines Lebens […] auf das Studium germanischer Belange verwendet (in jenem allgemeinen Sinne, der auch England und Skandinavien umfasst). In dem germanischen Ideal steckt mehr an Kraft (und Wahrheit), als die Unwissenden meinen. […] Jedenfalls habe ich einen heißen persönlichen Groll gegen diesen verdammten kleinen Ignoranten von Adolf Hitler […]. Weil er den edlen nordischen Geist, jenen vortrefflichen Beitrag zu Europa, den ich immer geliebt und in seinem wahren Licht zu zeigen versucht habe, ruiniert, missbraucht und verdorben hat, sodass er nun für immer verflucht ist.“

Mit den Einflüssen der (nord-)germanischen Mythologie auf die Werke Tolkiens befasst sich Rudolf Simek eingehend in seinem Sachbuch Mittelerde – Tolkien und die germanische Mythologie. Es beleuchtet neben den Namen und Eigenschaften wichtiger Personen und Fabelwesen das geografische Gesamtkonzept und die Verwendung der Schriftzeichen (Runenschrift) bis hin zu literarischen Werken und Motiven, die auf Tolkiens Mittelerdekonzeption Einfluss genommen haben könnten.

„Trolle und Zwerge allenthalben, ein verfluchter Ring und ein zerbrochenes Schwert, gute Zauberer und gefährliche Drachen: Tolkiens Werke, vor allem der Hobbit und der Herr der Ringe und die Vorgeschichte dazu im Silmarillion, sind voller Elemente und Motive, die aus der nordgermanischen Mythologie stammen. Dieser Band geht den wichtigsten Namen, Stoffen und Motiven nach, die Tolkien der altskandinavischen Sagenwelt und Mythologie, den Eddas und Sagas des isländischen Mittelalters entnommen und in seiner neugeschaffenen Welt von Mittelerde verwendet hat.“

Rudolf Simek vermutet, dass Tolkien besonders von der Liederedda und den isländischen Vorzeitsagas fasziniert war, da er diese mehrfach in seinen Briefen erwähnt hat. Diese Texte befassen sich mit der skandinavischen Geschichte vor und während der Wikingerzeit bis etwa zum Jahr 870. Insbesondere Einzelheiten aus der Völsunga saga, aber auch dem altenglischen Beowulf, über den Tolkien eine wissenschaftliche Abhandlung (The Monsters and the Critics) verfasste, sind in seine Mythologie eingeflossen.:26
- Der Eine Ring

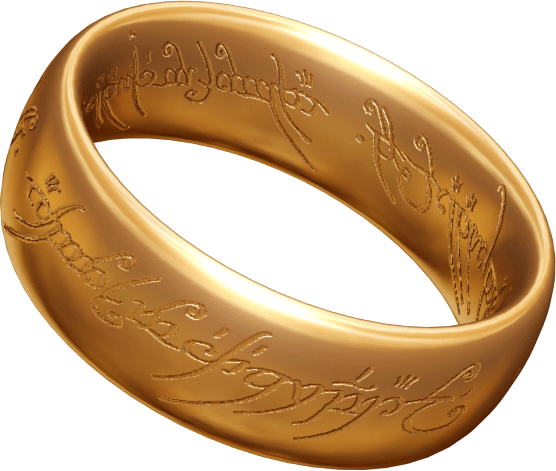
Der Eine Ring

In der nordischen Mythologie spielen zwei besondere Ringe eine wichtige Rolle: Der eine ist Draupnir, der Armring Odins, von dem in jeder neunten Nacht acht gleichwertige Ringe abtropfen; daher kommt auch sein Name, welcher „der Tropfer“ bedeutet. Diesen Ring wirft Odin in das Feuer, in dem sein Sohn Balder bestattet wird. Elemente, die sich bei dem Ring Tolkiens wiederfinden, sind der Zusammenhang zwischen dem „Meisterring“ und den abhängigen, untergeordneten Ringen sowie das Feuer, in das dieser geworfen wird. Sauron versuchte nach dem Verlust seines Rings, diesen wieder an sich zu bringen, denn ohne ihn hatte er kaum noch Macht über andere Wesen. Im Gegensatz zu Sauron erlangt Odin seinen Ring von Hel zurück, denn Odins Sohn Hermodr bittet die Göttin der Unterwelt zwar erfolglos um die Rückkehr seines Bruders, erhält stattdessen aber den Ring Odins zurück. Die Gesamtzahl der von dem „Einen Ring“ Saurons beherrschten Ringe (neun für die Menschen, sieben für die Zwerge), ist ebenfalls eine durch acht teilbare Zahl. Auf die drei Ringe der Elben hatte Saurons Ring keinen Einfluss, da diese von den Elben ohne sein Zutun geschmiedet wurden, so dass Sauron sie nicht vereinnahmen konnte.
Der zweite ist der Ring des Andvari, der „Andvaranaut“, der durch Richard Wagners Opern-Adaption der Nibelungensage als „Ring des Nibelungen“ bekannt wurde. Auf diesem Ring lastet ein Fluch, der jedem, der ihn besitzt, den Tod bringt – so steht es in der Völsunga saga (Kapitel 15) beschrieben. Dieser Ring bestimmt quasi das Schicksal seiner Träger – ebenso wie in Tolkiens Erzählung, wo der Ring im Feuer des Schicksalsberges vernichtet wird.
- Der Drachentöter

Schon im Beowulf findet sich das Motiv des Drachentöters. Der Held Beowulf muss einen feuerspeienden Drachen bekämpfen, der seine Lande verwüstet. Er zieht mit einer Schar von Gefolgsleuten aus, um diesen zu vernichten, wird jedoch selbst getötet. Von seinen Gefährten steht ihm im entscheidenden Moment nur einer zur Seite. Dieses Element findet sich in der Geschichte der Kinder Húrins wieder, als Túrin Turambar den Feuerdrachen Glaurung durch einen Stich mit dem Schwert in dessen ungeschützte Unterseite tödlich verletzt. Auch Túrin stirbt kurz darauf, wenngleich nicht direkt durch eine Verletzung, sondern durch den Betrug und die Arglist des Drachen, als er die Wahrheit über sein vom Bösen vorherbestimmtes Schicksal erkennen muss und sich selbst das Leben nimmt.
Im Neuen Testament ist es der Erzengel Michael, der mit dem Teufel in Drachengestalt kämpft. Zwar tötet er diesen nicht, schleudert ihn jedoch auf die Erde hinab. Auch bei Tolkien steht hinter den Drachen das Böse in Gestalt des verbannten Valar Melkor, der die Erde mit Schrecken überzieht.

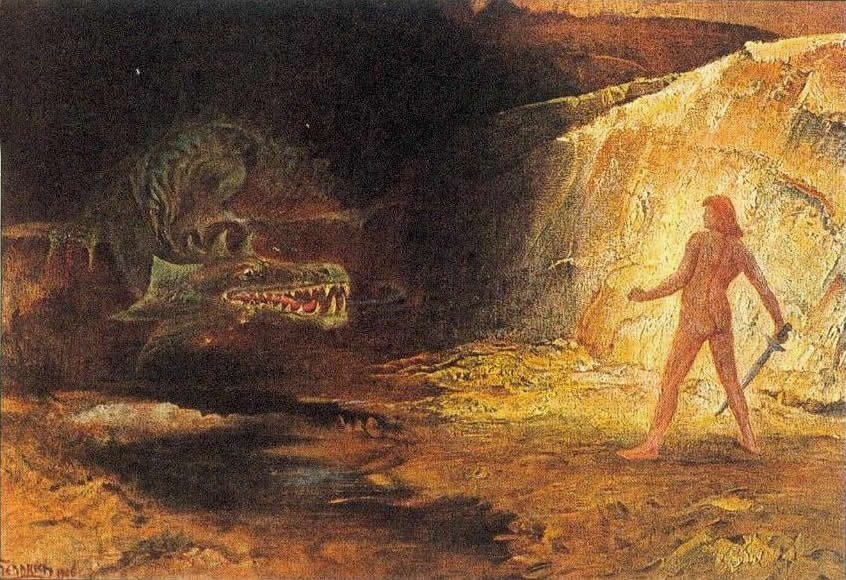
Siegfried und der Drache Fáfnir

Siegfried ist wohl der bekannteste unter den Drachentötern; daher verwundert es nicht, dass Tolkien diese Figur ebenfalls in seine Mythologie eingebaut hat. In der Geschichte der Kinder Húrins ist es Túrin Turambar (Siegherz der Schicksalsmeister), der diese Rolle übernimmt und von dem es heißt, dass er in der Dagor Dagorath (Schlacht der Schlachten, vergleichbar der altnordischen Ragnarök) zurückkehren und Melkor, der einen Weg zurück nach Arda (auf die Erde) gefunden hat, den Todesstoß versetzen wird. Sein Beiname nach der Tötung des Drachen war, ähnlich wie bei Siegfried, „der Drachentöter“: Túrin „Dagnir Glaurunga“ (Töter Glaurungs).
Auch in der keltischen Mythologie existierte diese Gefahr durch Drachen. So bezwingt in der Erzählung Cyfranc Lludd a Llefelys der Held Llefelys einen Drachen, der das Land seines Bruders Lludd bedroht.
Bei Tolkien werden die Drachen am Ende durch das Geschick des mutigen Helden besiegt, der ihre verwundbare Stelle findet. Im Hobbit ist es der Bogenschütze Bard, dessen Pfeil Smaug genau an der einen Stelle trifft, die nicht durch einen Edelstein oder Gold bedeckt ist. Und im Silmarillion ist es Túrin, der sich in einer Schlucht verbirgt und Glaurung so sein Schwert von unten her in den weichen Bauch rammen kann.
- Der Ring des Nibelungen

Einige Kritiker sind der Meinung, dass Tolkien Teile der Handlung des Herrn der Ringe direkt aus dem Opernzyklus Richard Wagners übernommen habe. Da beide auf die Völsunga saga und das Nibelungenlied als Quellen für ihren Stoff zurückgegriffen haben, seien Parallelen allein schon dadurch zu erwarten, meinen hingegen Tom Shippey oder Gloriana St. Clair.
Tolkien gab gegenüber seinem Verleger an: „Both rings were round, and here the resemblance ceases. – Beide Ringe waren rund, und hier endet die Gemeinsamkeit.“:163 Humphrey Carpenter berichtet in seiner Biografie über Tolkien, dieser habe der Auslegung der germanischen Mythen durch Wagner wenig abgewinnen können.
- Der König im Berg und das Schattenheer

Das Motiv des wiederkehrenden Königs im oder unter dem Berg findet sich in mehreren volkstümlichen Überlieferungen, so beispielsweise bei König Artus (Cadbury Hill), Kaiser Friedrich Barbarossa (Kyffhäuser) oder Kaiser Karl dem Großen (Untersberg). Bei Tolkien wird dieser Sagenstoff zum einen durch den Zwergenkönig Durin aufgegriffen (hierbei nur als schlafendem König, der wieder erwachen wird), zum anderen durch den König des Heeres der Toten im Dwimorberg, der in der größten Not von Aragorn in die Schlacht gerufen wird. Dieses Motiv wiederum erinnert an die letzte Schlacht, in der Odin am Weltenende (Ragnarök) die Armee der Toten Krieger anführen soll. Es gibt aber noch weitere Beschreibungen von sogenannten Totenheeren, wie beispielsweise die Harier, die Tacitus in seiner Germania beschreibt, oder die Einherjer und die Wilde Jagd in der germanischen Mythologie.
- Besondere Schwerter: Gram – Narsil/Andúril – Excalibur

In der Völsunga saga (Kapitel 12) erscheint das Motiv des zerbrochenen Schwerts „Gram“, das später Siegfried gehört. Dieses Schwert besaß zuvor sein Vater Sigmund, der in einer Schlacht getötet wird, wobei ihm Odin selbst die Unterstützung versagt und es an dessen Speer zerbricht; zugleich ein Beispiel für vergleichbare dunkle Wesenszüge von Odin und Sauron. Der Sterbende beauftragte mit den Worten „Pass auch gut auf die Teile des Schwertes auf: Daraus wird ein gutes Schwert gemacht werden, es soll Gram heißen, und unser Sohn wird es tragen und damit Großtaten vollbringen.“ Hjördis, die Teile des Schwertes für ihren gemeinsamen Sohn aufzubewahren.:168–173 Ganz ähnlich ist die Schilderung im Herrn der Ringe, wo das Schwert Elendils, also des Vaters von Isildur, im Kampf zerbricht. Isildur lässt es nach Imladris (Bruchtal) bringen, wo es aufbewahrt wird, bis es für Aragorn, seinen Erben, neu geschmiedet wird. Auch in der Gísla saga Súrssonar ist von einem zerbrochenen Schwert namens „Grásíða“ die Rede – dieses wird jedoch zu einer Speerspitze umgearbeitet, die mit magischen Zeichen versehen ist.
Das Schwert in Tolkiens Geschichte konnte ebenso wie „Gram“ und „Excalibur“ Stein zerteilen. Ein weiterer Aspekt in Verbindung mit dem Schwert von König Artus ist die Tatsache, dass es nur von dem Mann geführt werden kann, der sich als wahrer König erweist. Dies trifft auf Aragorn zu, da er der letzte in einer langen Ahnenreihe war, der ein angeborenes Recht auf den Thron von Gondor und Arnor hatte. Das zeigt sich deutlich, als Aragorn vom König des Totenheeres Gefolgschaft fordert und ihn dieser erst anerkennt, als er sein Schwert hervorholt.
Das Metall für die Herstellung des Schwertes „Excalibur“ war, der Legende nach, Eisen aus Meteoritengestein, ebenso wie Turins Schwert „Anglachel“ („Eisenflammenstern“, später hieß es „Gurthang“ oder „Mormegil“) aus einem zur Erde gefallenen Stern geschmiedet wurde.
Weitere wichtige Schwerter in Tolkiens Geschichte sind die aus Elbenschmieden in Gondolin stammenden Klingen „Glamdring“ (geführt von Turgon und Gandalf) und „Orkrist“ (Thorin Eichenschilds Schwert).
- Wiedergänger, Grabunholde

Die im Herrn der Ringe erwähnten Grabunholde haben ebenfalls Vorbilder in der nordischen Mythologie. Als haugbúar, sogenannte Hügelbewohner, wurden lebendige Leichen in den Grabhügeln der Wikinger oder aus der Bronzezeit bezeichnet, die ihre Gräber vor Räubern beschützten.:176–177
- Sir Orfeo – Sir Gawain and the Green Knight

Die mittelalterlichen Erzählungen von Sir Orfeo und Sir Gawain hatte Tolkien übersetzt und bearbeitet, sodass sich aus diesen ebenfalls Motive in Mittelerde finden lassen. Es geht dabei um die Brautwerbung oder Zurückforderung einer schönen Frau. Ein prägendes Motiv, das sich durch die Geschichte Mittelerdes zieht, das jedoch ebenso Tolkiens eigenes Leben und seine Liebe zu Edith Bratt bestimmte, ist die Erfüllung einer unlösbaren Aufgabe, um die Hand der Auserwählten zu erhalten. Im Silmarillion ist es die Geschichte von Beren und Lúthien, in der Beren einen Silmaril aus der Krone von Melkor schneiden und dem Elbenkönig Thingol bringen muss. Thingol glaubt, dass Beren hierbei den Tod finden wird und er ihn so loswerden kann, da er seine Tochter Lúthien keinem Menschen zur Frau geben möchte. Im Herrn der Ringe ist es Aragorn, der die Tochter Elronds nur zur Frau bekommt, wenn er sich als eines Königs würdig erweist und die Krone von Gondor und Arnor zurückerobert. Eine ähnliche Auflage hatte auch Pater Francis Morgan dem 16-jährigen Tolkien gemacht, indem er ihm jeglichen Kontakt zu Edith Bratt untersagte, bis er volljährig sei. Doch hielt ihre Liebe dieser Prüfung stand.
- Der Rätselwettstreit

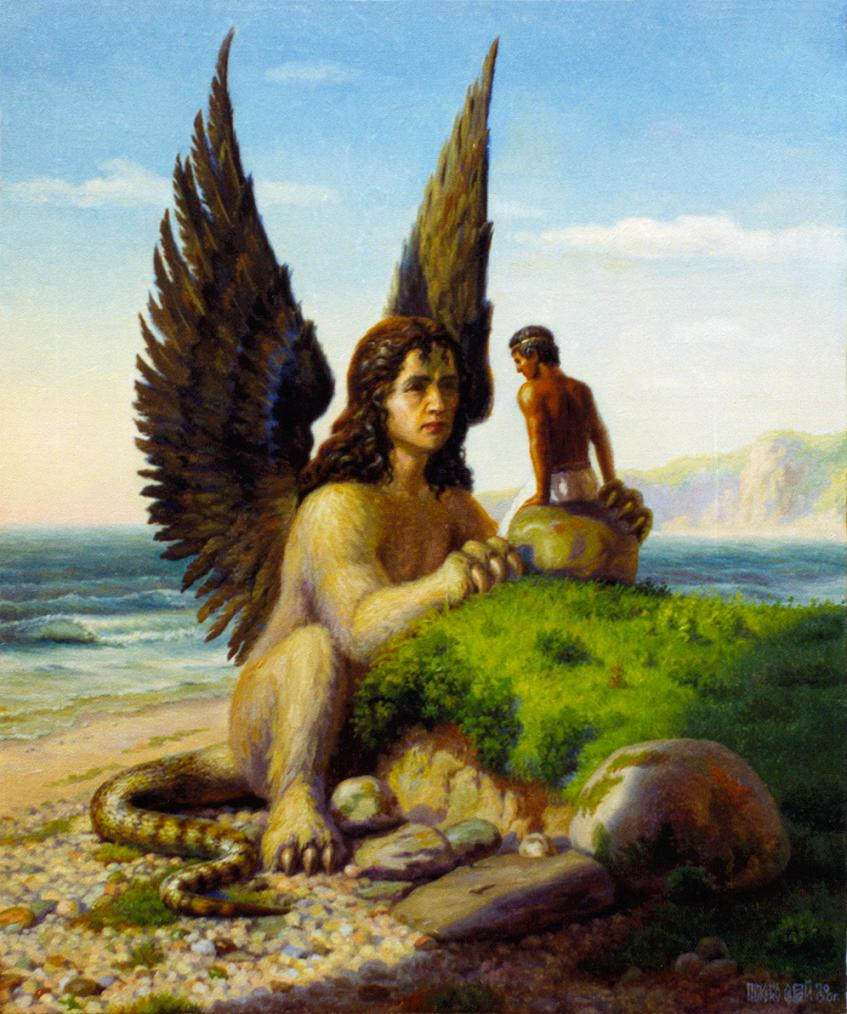
Ödipus und Sphinx

In den Vafþrúðnismál, einem Lied aus der Edda über den Riesen Wafthrudnir, wird dieser von Odin zu einem Wettstreit herausgefordert. Dabei versucht Odin zu ergründen, wie schlau der Riese, der allgemein als sehr weise gilt, wirklich ist. Die beiden messen sich in einem Rätselwettkampf. In der Hervarar saga ok Heiðreks konungs gibt es ebenfalls einen ähnlichen Wettbewerb zwischen Heiðrek und Gestumblindi.
In Tolkiens Buch Der kleine Hobbit findet sich dieses Motiv des Ratespiels, als Bilbo in der Orkhöhle auf Gollum trifft. Hierbei geht es darum, dass Bilbo, falls er siegt, von Gollum nicht verspeist wird und dieser ihm den Weg zum Ausgang zeigen soll.:85–98 Diesen Rätselwettstreit vergleicht Greg Harvey in seinem Buch The Origins of Tolkien’s Middle-earth For Dummies mit der Geschichte des Königs Ödipus und den Rätselfragen der Sphinx. Auch hier geht es darum die Fragen richtig zu beantworten, um nicht von der Sphinx getötet zu werden. Eines dieser Rätsel lautete in beiden Fällen sehr ähnlich.

„Keinbein lag auf Einbein, Zweibein saß auf Dreibein, Vierbein ging nicht leer aus.“

„Es ist am Morgen vierfüßig, am Mittag zweifüßig, am Abend dreifüßig. Von allen Geschöpfen wechselt es allein mit der Zahl seiner Füße; aber eben wenn es die meisten Füße bewegt, sind Kraft und Schnelligkeit seiner Glieder ihm am geringsten.“

In beiden Fällen ist „Mensch“ ein Teil der Lösung.
- Die Weiße Fee

Schon in der Artussage ist von einer Frau namens Guinevere (englische Bezeichnung des keltischen Gwenhwyvar, wörtlich „die Weiße Fee“ oder „der Weiße Geist“) die Rede. Diese wurde entführt, von Sir Lancelot und Sir Gawain befreit und zu König Artus zurückgebracht. In Tolkiens Erzählung kommen gleich mehrere weibliche Figuren vor, die sowohl namentliche, als auch äußerliche Ähnlichkeiten mit dieser Sagengestalt aufweisen. Die erste wichtige Frau ist die Maia Melian („Liebesgabe“), die im Wald von Brethil im Bereich des späteren Doriath auf den Elben Elwe Singollo (Elu Thingol) traf. Dieser verliebte sich sofort in sie und kehrte nicht zu seinem Volk zurück, das sich auf der Wanderung in den Westen befand und so ohne ihn weiterzog. Melian ist die Mutter Lúthiens und lehrte sie und Galadriel vieles über die Pflege der Bäume und Pflanzen Mittelerdes. Melian ist die schönste Frau in ganz Mittelerde und hat die Gaben der Voraussicht, Mitgefühl und Weisheit sowie die Macht Zaubermelodien zu singen und den sogenannten Gürtel, eine Art unsichtbaren, undurchdringlichen Zaun um ihr Reich zu wirken. Weitere als „Weiße Frau“ oder „Weiße Dame“ bezeichnete Gestalten sind Nimrodel (Weiße Edelfrau), sie ist eine Elbin, die sich in den Wäldern Mittelerdes verirrte; ihr geliebter Amroth ertrank vor der Küste von Anfalas nahe der Stadt, die später nach ihm benannt „Dol Amroth“ (Hügel des Amroth) hieß. Galadriel wird von Faramir ehrfurchtsvoll ebenfalls als „Weiße Herrin“ bezeichnet. Gemeinsam ist diesen Figuren, dass sie alle letztendlich von ihren Liebhabern getrennt wurden (durch Tod, Fortgang oder Verbannung). Sogenannte „Weiße Frauen“ sind ebenfalls aus vielen Geistergeschichten besonders in alten englischen Gemäuern oder Schlössern bekannt.
- Der Eärendil-Mythos

In der Edda wird von einer kleinen Begebenheit berichtet, bei welcher der Gott Thor einen Mann namens Aurvandil aus einem Fluss rettet und ihn in einem Korb ans Ufer trägt. Dabei ist diesem jedoch ein Zeh erfroren, der aus dem Korb herausragte. Thor hat ihn abgebrochen und hoch in den Himmel geworfen, wo der seitdem als Aurvandils tá („Aurvandils Zehe“) am Nachthimmel sichtbar ist. Tolkien hat diese Geschichte in abgewandelter Form in seine Mythologie einfließen lassen. Bei ihm ist es der Halbelb Earendil, der mit seinem Schiff in den Westen nach Valinor segelt, um die Valar um Beistand zu bitten. Diese Bitte wird erfüllt, jedoch wird ihm selbst die Rückkehr nach Mittelerde verwehrt, stattdessen wird er mitsamt seinem Schiff ans Himmelszelt gesetzt und fährt seither mit einem strahlenden Silmaril auf der Stirn als Abendstern über das nächtliche Firmament. Der Name Eärendil beruht aber auch auf der altenglischen Bezeichnung für den Morgenstern (Earendil) oder im Mittelhochdeutschen Orentil, Orendel. Das legt nahe, dass auch das gleichnamige Gedicht Orendel aus der Spielmannsdichtung einen Einfluss auf diese Figur hatte, die auch als Earendil der Seefahrer bezeichnet wird. Orendel bricht mit einer Flotte auf und überlebt diese Reise als einziger. Ebenfalls als Quelle vermutet Rudolf Simek die Dichtung Christ von Cynewulf.:178–179
- Die Istari

Als möglichen Ursprung für die Zauberer in Tolkiens Erzählung sieht Arnulf Krause in seinem Vergleich zwischen Mittelerde und der realen Welt die germanischen Priester an. Während Caesar behauptete, dass die Germanen als Heiden keine Priester kannten, beschreibt Tacitus in der Germania eine Gruppe von Personen, denen es als einzigen gestattet war, über andere zu richten oder sie zu bestrafen. Dabei handelten sie auf Anweisung der jeweiligen Götter und trugen Symbole und Zeichen in die Schlachten, die aus heiligen Hainen stammten. Zu ihren Aufgaben gehörte das Abhalten des öffentlichen Orakels und der Einhalt der Ordnung und Ruhe auf den Thingversammlungen. Bei den Angelsachsen überlieferte sich die Bezeichnung æweweard (althochdeutsch êwart, in etwa „Gesetzwart“) für diese germanische Priesterschaft. Eine weitere Bezeichnung, die dem „Istar“ Tolkiens sehr nahekommt findet sich in einem Bericht des Beda Venerabilis, der sie bei einer Beschreibung der Taufe König Ewins im Jahre 630 als „Witan“ (weise Ratgeber) erwähnt.:193–194 Das Wort „Istar“ bedeutet ebenfalls „weiser Mann“.
Weit mehr Ähnlichkeiten weisen die „Istari“ Krause zufolge jedoch mit den keltischen Druiden, insbesondere mit dem Zauberer Merlin auf. Zu den Aufgaben der Druiden gehörte es, die Herrschenden zu beraten und bei Kampfhandlungen die Feinde durch Magie und Sinnestäuschung zu verwirren. Merlin ist hierbei als Ratgeber des Königs Artus ein Begriff, der wohl auf einen Barden und Seher mit dem Namen „Myrddin“ zurückzuführen ist, der im Jahre 575 an einer Schlacht teilgenommen haben soll. Nach dem Tod seines Stammesfürsten soll dieser den Verstand verloren haben und von da an durch die Wälder gestreift sein. In einigen Legenden wurde aus diesem zunächst „Lailoken“ und später der weise Magier Myrrdin, der mit vielen Ereignissen an unterschiedlichen Orten in Verbindung gebracht wurde. Zudem wurden ihm Fähigkeiten nachgesagt, wie das Wissen um die Vorgänge in der Natur, die Verwandlung in andere Gestalten, die Gabe des zweiten Gesichts (Vorhersage) oder die Beeinflussung des Wetters.:196 Der Zauberer Gandalf wird als der „graue Wanderer“ bezeichnet und auch von ihm heißt es, er tauche dort auf, wo die Menschen seinen Rat am dringendsten benötigten. Er hat sehr ähnliche Eigenschaften und gilt als weiser Seher.

### Keltische Einflüsse

Haus der Harfe – Gondolin

Tolkien sagte nach der Veröffentlichung des Buches Der Herr der Ringe:

„[…] die lang verzögerte Veröffentlichung eines großen Werks (wenn man es so nennen kann), in der Art der Darstellung, die ich am natürlichsten finde, wovon ich persönlich viel aus dem Studium keltischer Dinge empfangen habe.“

- Die Keltische Harfe

Ein Symbol der Kelten, welches in der Irischen Harfe als Nationalsymbol erhalten blieb, spielt in der Mythologie Mittelerdes ebenfalls eine wiederkehrende Rolle. Im Lay of Leithian ist von einer Triade von elbischen Harfnern die Rede. Die erste Erwähnung dieses Instruments findet sich jedoch als Instrument des Elbenfürsten Finrod Felagund, der bei der ersten Begegnung mit den Menschen, die nach Beleriand eingewandert waren, die Elbische Harfe spielte. Der Zwerg Thorin Eichenschild spielt ebenfalls in der Behausung des Hobbits Bilbo Beutlins in Beutelsend auf einer Harfe.:22 In Gondolin wurde eine der zwölf dort ansässigen Elbensippen als das „Haus der Harfe“ bezeichnet, deren Anführer Salgant (Harfenspieler) hieß.:191–196
- Der Walisische Drache (Y Ddraig Goch) Die Flagge von Wales

Die Flagge von Wales

Das Drachenmotiv verwendete Tolkien neben seinen Erzählungen über Mittelerde auch in dem Kinderbuch Roverandom (1927), wo der Weiße und der Rote Drache vorkommen, die auf die Legende vom Zauberer Merlin und König Vortigern anspielt, in der ein roter und ein weißer Drache (Kelten und Sachsen) um die Vorherrschaft in Britannien rangen. Auch das Gedicht The Dragon’s Visit von 1928 handelt von einem Drachen.
- Helmut Birkhan, germanistischer Mediävist und Keltologe über den keltischen Einfluss:

„Neben der Rezeption des festlandkeltischen Altertums in der überall bekannten Comic-Serie Asterix war die der inselkeltischen Sagentradition durch J.R.R. Tolkien (1892–1973) gewiss die wirkungsvollste. In seinem Hauptwerk The Lord of the Rings entwarf der Oxforder Altanglist eine mythische „Fantasy-Welt“, die sich teils aus keltischen, teils aus germanischen Überlieferungen speist. […], dass der Hobbit (eine Art Wichtel von Unterzwerggröße – Vorbild war wohl das irische Wichtelvolk der leprechauns) Bilbo Baggins (deutsch: ‚Beutlin‘) in den Besitz eines Ringes gekommen ist, den der ihm befreundete Zauberer Gandalf (eine Art Inkarnation des germanischen Wodan) als den die größte Macht verleihenden Ring erkennt, […] von den orcs (aus irisch: orc ‚Schwein‘ und mittellateinisch: Orcus ‚Unterweltsdämon‘ kontaminiert) bedrängt, gelangt der ringtragende Hobbit Frodo (Name eines dänischen Vorzeitkönigs) endlich ans Ziel. Die Zerstörung des Ringes bewirkt den Untergang der Mächte des Bösen und den Aufbruch der Hobbits in ein „fernes grünes Land über dem Meer“ (eine Andere Welt), ein Gedanke, der sowohl von der Artussage als auch durch den Schluss von Wagners Götterdämmerung inspiriert scheint. Wie Tolkien, gestützt auf großes mythologisches und philosophisches Wissen assoziiert, zeigt die Behauptung, der Inhalt der Romantrilogie stamme aus den von Bilbo verfassten Red Book of Westmark. Tolkien kannte das Red Book of Hergest, eine der Hauptquellen der walisischen Sagentradition, assoziierte zu Hergest den Angelsachsen Hengest ‚Hengst‘, einer der Eroberer Britanniens, und übersetzte den Namen mit dem walisischen Pferdewort march… Das Faszinierende an Tolkiens Werk ist das phantastische, in sich stimmige System von Zeiten, Welten, Reichen (Menschen, Hobbits, orcs, Elfen, Riesen…), Landschaften, Sprachen (mit eigener Grammatik) und Schriften. Tolkiens Werk […] ist bis heute die wichtigste Anregung der Fantasy-Literatur geblieben.“

Entgegen der bei Birkhan zu findenden Ableitung des Wortes „Orc“ aus irisch orc[a], deutsch ‚Schweinchen, Ferkel‘, lateinisch porcus, englisch piglet, französisch porc[elet], wählte Tolkien ihren Namen nach dem altenglischen orc (Dämon), welches sich bereits im Beowulf findet. Dort ist in Vers 112 die Rede von orcneas (Totengeistern), orc-þyrs (Ogern) oder auch heldeofol (Höllenteufeln).

#### Die Vorfahren
- Das verschwundene Volk

In der inselkeltischen Sagenwelt finden sich einige Anklänge zu Tolkiens Mittelerde. So weisen die Erzählungen im Lebor Gabála Érenn (Buch von der Einnahme Irlands) Ähnlichkeiten mit den Einwanderungen in Mittelerde in seinen vier Zeitaltern auf.
Während in Irland das zauberkundige Volk der Túatha Dé Danann die dämonischen und monsterartigen Formóri besiegte, waren es bei Tolkien die Elbenvölker, die sich gegen die Kreaturen Melkors zu behaupten suchten. Obwohl die Túatha Dé Danann von dem nachfolgenden Volk von Gaedel (Goidelen) oder Milesiern besiegt wurden, verschwanden sie nicht gänzlich aus Irland. Der Zauberer Amergin teilte der Legende zufolge das Land zwischen beiden Gruppen auf, wobei die Eroberer die Ländereien auf der Erdoberfläche bekamen und die Túatha Dé Danann die Bereiche unterhalb. Diese lebten fortan als Síde in Hügeln und Höhlen oder in der sogenannten keltischen Anderswelt.
Dieses Schwinden greift auch Tolkien auf, denn die Elben (die viel Ähnlichkeit mit den Tylwyth Teg aufweisen) verlassen zum Ende des dritten Zeitalters Mittelerde in Richtung Valinor oder zur vorgelagerten Insel Tol Eressea, nur wenige bleiben in verborgenen Reichen zurück. Sie spielen in der Geschichte von da an keine entscheidende Rolle mehr, denn es beginnt das Zeitalter der Menschen in Mittelerde. Die mit der keltischen Anderswelt assoziierten Vorstellungen (wie die Bezeichnung als „Land der Jugend“ oder „Land der Frauen“) beschreiben ein Reich paradiesischer Zustände. Dort sollten Bäume wachsen, die immerfort Früchte trugen, Tiere leben, deren Fleisch sich erneuere und Kessel voller Met, die für Wiedergeburt und Glück sorgten.:105–110 Ähnliches gilt für das Land Valinor, wo die unsterblichen Elben glücklich und geborgen neben den Valar leben.
Die Einwanderungen nach Mittelerde (hier besonders Beleriand) in den ersten beiden Zeitaltern lassen sich wie folgt zusammenfassen: Zuerst kamen die drei Elbenvölker (Vanyar, Noldor, Teleri), dann die drei Häuser der Menschen (Elbenfreunde) und zuletzt die Ostlinge. Das Tír na nÓg (Land der ewigen Jugend) kann als eines der Vorbilder für die Unsterblichlande (Valinor) und Lyonesse für die Insel Númenor oder Beleriand angesehen werden, die beide in einer Flutkatastrophe untergingen.:16
Meinungen in Artikeln über den keltischen Einfluss auf das Konzept der Elben:

„Lothlórien mit seiner mystischen Zeitlosigkeit ist stark keltisch im Ton, desgleichen die Totensümpfe und die Pfade der Toten auf weniger angenehme Art.“

„Wenn Tolkien den Namen der ›Elben‹ aus dem teutonischen Mythos nahm, dann zog er ihre Seele aus der irischen Legende. Aus der irischen Legende kommt auch die Geschichte ihrer langen Niederlage, das Motiv ihres ›Verblassens‹ […]“

#### Keltische Legenden
- Die Fahrt gen Westen

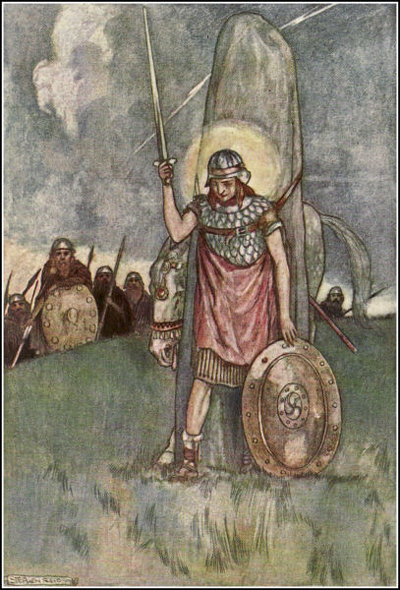
Cú Chulainn findet den Tod

Weitere Einflüsse finden sich möglicherweise in der Immram Brain (Brans Seefahrt), der nach seiner Reise zur Elfeninsel feststellen muss, dass es ihm als Menschen nicht gestattet ist, in seine Heimat Irland zurückzukehren, da ihn dort nur Vergänglichkeit und Tod erwarten. Tolkiens Seefahrer Earendil ergeht es ähnlich, denn er darf nicht nach Mittelerde zurückkehren. Das positive Bild der Elben entspringt ebenso der keltischen Mythologie, so erhält Cú Chulainn in der Legende vom Rinderraub von Cooley die Unterstützung eines elfischen Kriegers aus der Anderswelt, der über seinen Schlaf wacht und seine Wunden heilt. Viele dieser Begegnungen mit Wesen aus der Anderswelt werden besonders in den Erzählungen der vier Zweige des Mabinogion wiedergegeben.
Tolkien verfasste hierzu eine Reihe von Schriften oder Gedichten wie Éalá Éarendel Engla Beorhtast (The Voyage of Éarendel the Evening Star, 1914), The Happy Mariners (1915), The Shores of Faery (1915), The Nameless Land (1924/1927), The Death of Saint Brendan (um 1946) und die Fortsetzung Imram (veröffentlicht 1955) oder Bilbo’s Last Song (veröffentlicht 1974).
- Unerfüllbare Forderungen zur Erlangung einer Braut

Weitere keltische Elemente sind die Tochmarc (Brautwerbung), Aithed (Entführung) und Tóraigheacht (Verfolgung), die sich in der Geschichte von Beren und Lúthien wiederfinden. Eine ähnlich eigentlich unlösbare Brautgabe, wie sie von Beren gefordert wird, findet sich beispielsweise in der Erzählung von Culhwch und Olwen, wo der Held zahllose Aufgaben meistern muss, um die Tochter des Riesen Ysbaddaden zur Gemahlin zu bekommen. Dabei gibt es eine weitere Parallele in der Jagd nach dem Kamm und der Schere des wilden Ebers Twrch Trwyth. Beren muss statt eines Ebers den Wolf Carcharoth zur Strecke bringen, der den Silmaril verschlungen hat, den Brautpreis für Lúthien, den Beren Thingol bringen muss. Auch die Verwandlungen in Tiergestalt (die Kinder Lirs verwandeln sich in Schwäne, Gwydion und Gilfaethwy im Mabinogion in Wölfe) findet sich in dieser Erzählung wieder, als sich Lúthien und Beren in eine Vampirfrau und einen Wolf verwandeln, indem sie sich in deren abgezogene Haut kleiden.:234–242
In beiden Geschichten nutzt sich der Held zudem die Hilfe eines großen Fürsten (König Arthus und Finrod, der Elbenfürst), beide zeigen sie als Nachweis für ihre Identität ihre Ringe vor. Sie erhalten jeweils nahezu unmögliche Aufgaben, die sie nur durch die Hilfe eines übernatürlichen Hundes (Cavall und Huan) lösen können. Die beiden in den Erzählungen erwähnten Maiden besitzen eine Ausstrahlung und Lieblichkeit, als wären sie die Personifizierung des beginnenden Frühlings, denn dort, wo sie gehen, erblühen die Blumen zu ihren Füßen.

#### Die Sprache der Elben
Tolkien selbst schrieb, dass er bei der Anlage der elbischen Sprache Sindarin bewusst „einen dem British-Welsh sprachlich ähnlichen (wenngleich nicht identischen) Charakter gegeben habe … weil es ihm schien, als wenn diese keltische Art der Wiedergabe von Legenden und Geschichten zum Erzähler seiner Geschichten am ehesten passt.“ Mark T. Hooker beschäftigte sich in seinem Buch Tolkien and Welsh mit der Suche nach dem Ursprung der Namen von Personen und Orten in Tolkiens Geschichte und fand dabei einige, die tatsächlich mit dem Walisischen identisch oder dieser Sprache sehr ähnlich sind.

### Finnische Einflüsse
- Die Kalevala

In der Kalevala wird in den Liedern 31 bis 36 von Kullervo berichtet, dessen Familie vor seiner Geburt durch seinen Onkel Untamo ausgerottet wird. Es scheint so, als bliebe lediglich seine Mutter verschont. Nach seiner Geburt wird mehrmals versucht, ihn zu töten, und als dies nicht gelingt, wird er versklavt und verkauft. Es gelingt Kullervo, zu entfliehen und er erfährt, dass sowohl seine Eltern als auch seine Schwestern noch leben. Diese Schwester ist jedoch verschwunden. Kullervo begegnet ihr zufällig und verführt sie. Als seine Schwester erfährt, dass er ihr Bruder ist, ertränkt sie sich im Fluss und Kullervo nimmt sich später das Leben, indem er sich in sein eigenes Schwert stürzt.
Viele dieser Elemente finden sich in der Erzählung der Kinder Húrins wieder. Als Túrin noch ein kleiner Junge war, wird sein Vater Húrin scheinbar in der Schlacht gegen Melkor getötet. Túrin muss seine schwangere Mutter verlassen, da ihm in der Heimat der Tod oder Versklavung drohen. Er begibt sich nach Doriath, wo er vom Elbenkönig Thingol wie ein Sohn aufgenommen und erzogen wird. Dort kommt es zu einem Streit, der Menschensohn tötet einen der Elben und flieht. Inzwischen hat seine Mutter eine Tochter geboren, die zu einer jungen Frau herangewachsen ist. Beide brechen auf, um Túrin zu suchen. Auch Túrin trifft durch Zufall oder böse Vorsehung auf seine ihm unbekannte Schwester und nimmt sie zur Frau. Sie erwartet ein Kind von ihm, als sie vom Drachen Glaurung erfährt, dass Túrin, der kurz zuvor dem Drachen eine tödliche Wunde versetzt hatte und wie tot neben ihm liegt, ihr Bruder ist. Daraufhin stürzt sie sich verzweifelt in die Schlucht Teiglin. Als Túrin erwacht und erfährt, was vorgefallen ist, stürzt er sich in sein Schwert.

### Griechische Einflüsse
- Gyges’ Ring

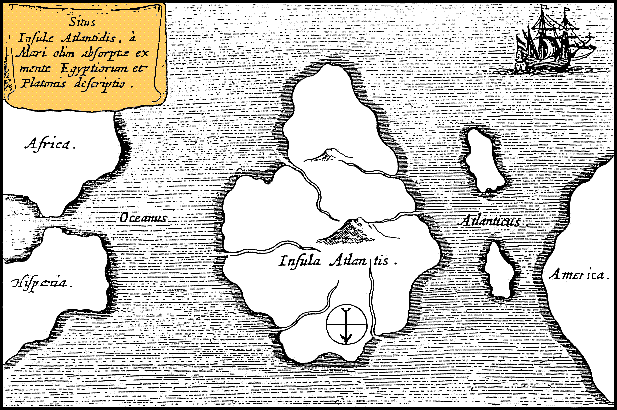
Atlantis

Platon berichtet von einem Hirten des lydischen Königs Kandaules namens Gyges. Dieser findet in einer Erdspalte, die sich nach großen Regengüssen aufgetan hat, ein riesiges bronzenes Pferd mit Türen und darin einen gewaltigen Leichnam. Gyges steigt hinab und entdeckt an der Leiche einen goldenen Ring, den er an sich nimmt. Als er wieder bei den anderen Hirten ist, bemerkt er, dass ihn der Ring, wenn er den Ringkopf zur Handfläche dreht, unsichtbar macht. Er nützt in der Folge diese Eigenschaft des Ringes, um sich der Königin zu nähern, den König zu stürzen und die Macht an sich zu reißen.
- Der Atlantismythos

Die Insel Númenor (die Westliche) weist deutliche Parallelen zu dem von Platon beschriebenen Atlantis auf. Die Menschen die das Gebiet bewohnen, gelten als besonders klug und geschickt, ihre architektonischen Leistungen übersteigen die Baukunst aller anderen Menschenvölker Mittelerdes und ihnen ist ein weit längeres Leben beschieden als anderen Menschen. Tolkien hatte diesen Teil der Geschichte ursprünglich als eigene Erzählung über Zeitreisen geplant, die Tolkien mit The Lost Road begonnen, jedoch nie vollendet hat. Wie Atlantis versinkt Númenor im Meer und mit ihm viele der fortschrittlichen Errungenschaften dieser Zivilisation. Hier hat Tolkien durch die Wahl der Bezeichnung selbst einen deutlichen Hinweis auf diese Anlehnung gegeben, denn Númenor trug nach dem Untergang den Namen Atalantë (die Versunkene).
- Die Ilias und Troja

In der Geschichte Von Tuor und dem Fall von Gondolin berichtet Tolkien von der Festung des Elbenkönigs Turgon, die gut verborgen und unbezwingbar ist und letztendlich doch durch Verrat eingenommen wird. Dieses ist nicht die einzige Parallele zur Geschichte der zerstörten und für lange Zeit unauffindbaren Stadt Troja. Sowohl die Grundrisse der Anlagen sind ähnlich aufgebaut, als auch die Handlung rund um die Ereignisse, die zum Untergang führen.
In beiden Erzählungen geht es um die Gunst einer als überaus anmutig beschriebenen Frau. Bei Homer ist es die schöne Helena, die als hübscheste Frau ihrer Zeit galt, bei Tolkien ist es Idril Celebrindal (die Liebreizende mit dem Silberfuß), die Tochter Turgons.
Paris, der Sohn des Priamos (König von Troja), entführt Helena nach Troja, woraufhin ihr Ehemann Menelaos mit seinem Heer die Verfolgung aufnimmt und die Stadt angreift, jedoch zunächst scheitert. Nach langer Belagerung gelingt es ihnen durch eine List (Trojanisches Pferd, in dem sich Menelaos verbirgt) die Stadt einzunehmen und für immer zu zerstören. König Priamos stirbt innerhalb seiner Stadt, Helena kann jedoch ebenso wie der junge Aeneas durch einen geheimen Fluchttunnel aus der Stadt entfliehen, wobei er das heilige Standbild Palladion retten konnte.
Selbst wenn bei Tolkien sowohl die Rollen der Figuren als auch die Lage des Ortes anders gewählt sind, so gibt es sehr ähnliche Motive.
Der Elb Maeglin hat schon lange ein Auge auf die hübsche Tochter Turgons geworfen, als plötzlich ein Nebenbuhler auftaucht, der Mensch Tuor. Zu seinem Unmut wird dieser nicht nur von Turgon empfangen, denn normalerweise dürfen Menschen die Stadt nicht betreten, sondern bald darauf mit Idril vermählt, die ihm zudem auch noch einen Sohn (Earendil) schenkt. Maeglin verrät am Ende ihren Feinden, wo sich der geheime Zugang zur Stadt befindet und gibt sie damit dem Untergang preis. Turgon fällt in der Schlacht wie Priamos innerhalb der Stadtmauern. Idril, Tuor und ihr Sohn Earendil entkommen durch einen geheimen Fluchttunnel und nehmen dabei das Schwert Glamdring des Königs mit, welches später in den Besitz Gandalfs gelangt.

### Slawische Einflüsse
Aus dem slawischen Raum finden sich mythologische Namen in der Geschichte Mittelerdes, so beispielsweise Radagast, der in Rhovanion in einem Haus namens Rhosgobel lebt. Eine sehr ähnliche Bezeichnung gibt es für den slawischen Gott Radegast, der mit Sonne, Krieg, Gastfreundschaft, Fruchtbarkeit und Ernte assoziiert wird. Ebenso soll der Flussname „Anduin“ (Langfluss) denselben etymologischen Ursprung haben wie die Donau, die besonders für die slawischen Völker eine wichtige Rolle spielt. Das südöstlich von Mordor gelegene Khand und dessen Bewohner, die wilden Variags, könnten ihren Ursprung in den Warägern haben, einem Volk, das in Regionen siedelte, die zu Russland, Belarus und der Ukraine gehören.

## Anleihen aus Grimms Märchen
Insbesondere in den ersten Zeitaltern, in denen die Elben und Menschen in den waldreichen Gebieten Mittelerdes lebten, finden sich Motive aus der Welt der mittelalterlichen Märchen und mündlichen Überlieferungen, wie sie von den Brüdern Grimm zusammengetragen und aufgezeichnet wurden. In dieser Zeit war Mittelerde, ähnlich wie weite Teile Europas im frühen Mittelalter, noch von dichten, großen Wäldern bedeckt, die scheinbar voller Gefahren waren und in denen wilde Tiere lebten. George Clark, Daniel Timmons vergleichen diese Wälder mit Beschreibungen, wie sie beispielsweise in den Märchen von Hänsel und Gretel oder bei Schneewittchen wiedergegeben werden. Auch die Warnung, die im Märchen Rotkäppchen mitgegeben wird, sie solle nicht vom Weg abweichen und geradewegs zum Haus der Großmutter gehen, weist auf diesen bedrohlichen Charakter der Wälder hin. S. K. Robisch erwähnt dieses Märchen zudem im Zusammenhang mit den Wolfsfiguren in Tolkiens Werk, da die Werwölfe, wie bei Rotkäppchen, sprechen können. Des Weiteren finden sich das Motiv des Verschlingens durch den Wolf und das spätere Aufschneiden von dessen Bauch in der Geschichte von Lúthien und Beren wieder. Dort ist es der Wolf Carcharoth, der Berens Hand mit dem Silmaríl verschlingt. Dieser wird später getötet und man holt den Silmaríl wieder aus seinem Leib hervor.:247–250
Ebenfalls in dieser Erzählung findet sich als weiteres Märchenmotiv die Geschichte von Rapunzel und ihrem langen Haar, die in einem Turm eingesperrt ihr Dasein fristete. An diesem Haar konnten die Hexe und der Prinz zu ihr hinauf in den Turm gelangen. Tolkien setzte dieses auf eine passende Weise für seine Geschichte um. Lúthien liebt Beren, der von ihrem Vater ausgeschickt wurde, den Silmaríl aus der Krone des Dunklen Herrschers Melkor zu schneiden und ihrem Vater als Brautpreis zu bringen. Sie befürchtet, dass Beren auf dieser Mission etwas zustoßen könnte und möchte ihm folgen. Ihr Vater sperrt sie jedoch auf einem sehr hohen Baum in einem Baumhaus ein und lässt die Leiter fortnehmen. Aus geheimen Zutaten und mit der Macht einer Zaubermelodie gelingt es Lúthien ihr Haar so lang wachsen zu lassen, dass sie sich nach kurzer Zeit aus dem Baumhaus abseilen und Beren folgen kann.:26–30
Aus dem Märchen Rumpelstilzchen entlehnte Tolkien hingegen die Vorstellung, dass der wirkliche Name der Zwerge niemandem aus einem fremden Volk bekanntgegeben werden durfte und nicht einmal auf ihren Grabsteinen zu finden war. Auch Tom Bombadil zeigt Ähnlichkeiten mit dem Rumpelstilzchen, allerdings weniger in seinem Charakter als in der hüpfenden und seinen Namen singenden Fortbewegung dieser Gestalt.

## Einflüsse aus der europäischen Geschichte

### Bestattungsriten
- Hügelgräber

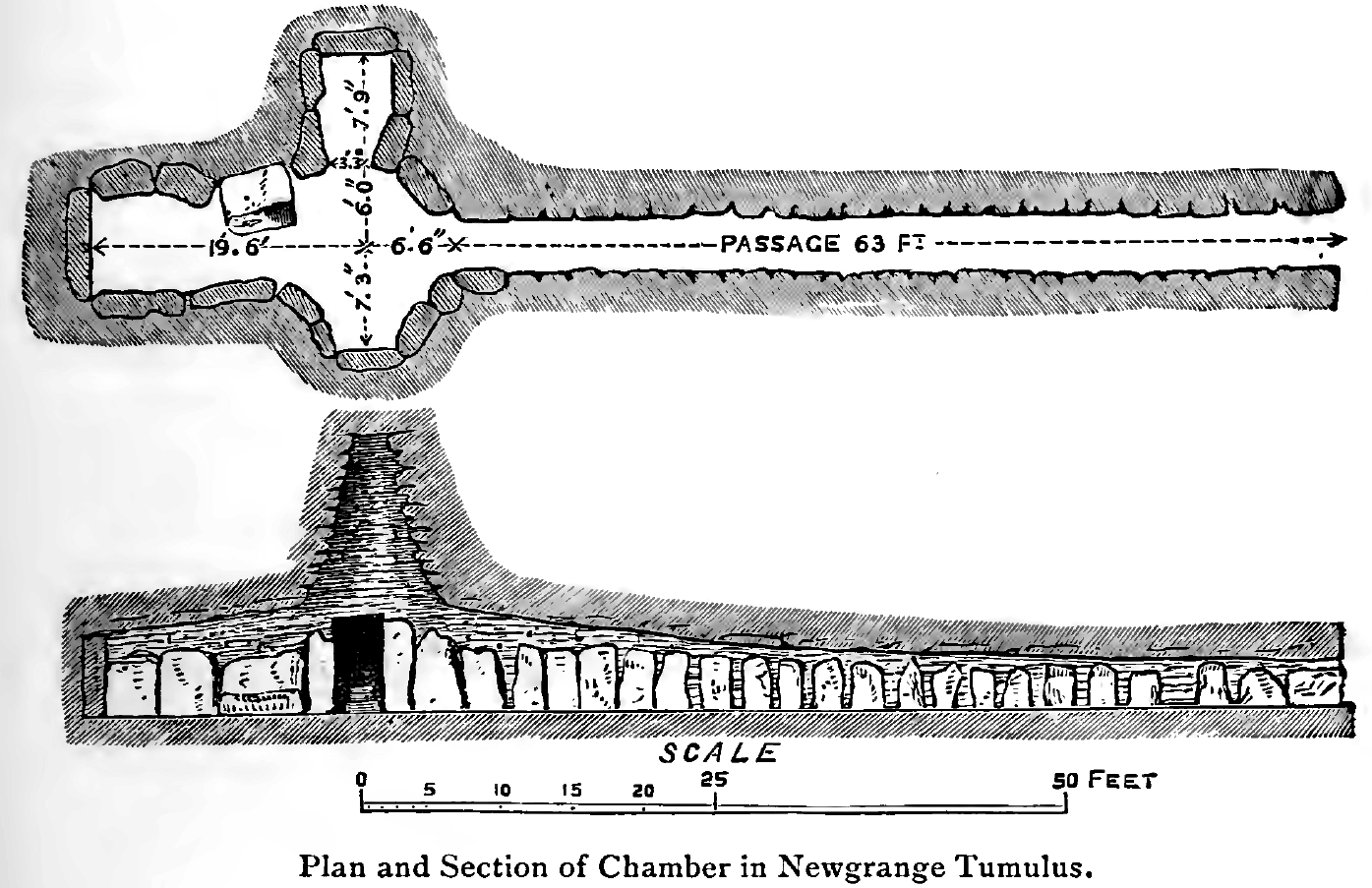
Hügelgrab von Newgrange

Bereits aus der Jungsteinzeit sind die imposanten Hünengräber der sogenannten Megalithkulturen bekannt. Ein Beispiel für eine solche Anlage befindet sich in Newgrange in Irland. Zahlreiche Hügelgräber in unterschiedlichen Größen und aus mehreren Epochen finden sich besonders in den ehemals von Kelten oder Germanen besiedelten Gebieten Europas. Auch Tolkien griff diese Art der Bestattung auf. Die Mitglieder der königlichen Familien der Rohirrim (Pferdevolk) wurden alle in der Nähe ihrer Hauptstadt Edoras in Grabhügeln beigesetzt, welche mit Gras und einer anemonenartigen Blume namens „Simbelmynë“ (altenglisch simbel = immer; myne = erinnern) bewachsen waren. Weitere Grabhügel gab es in der Nähe des Auenlandes östlich des „Alten Waldes“, wo die „Hügelgräberhöhen“ lagen. Diese Grabanlagen waren ehemals für die mächtigen Könige von Arthedain und Cardolan errichtet worden, wurden jedoch durch den Untergang des Königreiches von Arnor und den Fortgang der meisten Menschen aus diesen Gebieten von Grabunholden besiedelt. So wurden sie nur noch von den wenigen Dúnedain des Nordens (Westmenschen, denen Aragorn als Anführer angehörte) verehrt, von gewöhnlichen Menschen (beispielsweise den Breeländern) oder Hobbits jedoch gefürchtet und diese Gegend gemieden.:119–134
- Schiffsbestattung – Bootsgräber

Schiffsgräber bilden eine Sonderform dieser Bestattungen, da sich hierbei ein komplettes Boot mit im Grabhügel befindet, wie beispielsweise das Ladbyschiff. Auch in einigen Isländersagas werden Bootsgräber beschrieben (des Ingimundr in der Vatnsdæla saga, des Þorgrímr in der Gísla saga, und der Unnr in der Laxdæla saga).
Eine weitere Sonderform der Schiffsbestattung ist die Seeaussetzung in Booten, wie sie beispielsweise im Beowulf bei Scyld und bei Sceaf beschrieben wird, welche mit Schätzen ausgestattet, der See übergeben wurden. Tolkien verfasste hierzu ein Gedicht mit dem Namen King Sheave, in dem eine solche Schiffsaussetzung beschrieben wird. Auch im Herrn der Ringe hat er diese Form der Beisetzung für einen seiner Helden gewählt. Boromir wird von dem Menschen Aragorn, dem Elbenprinzen Legolas und dem Zwerg Gimli in ein Elbenboot gelegt, mitsamt seinem Schwert, dem Horn von Gondor und den Helmen seiner erschlagenen Feinde wird es auf dem Anduin (Langfluss) ausgesetzt. Dieses Boot gelangt unbeschadet durch die stürzenden Wassermassen der Raurosfälle (die Rauschenden) und wird bis zu seiner Mündung getragen, wo es schließlich auf das offene Meer gelangt.
- Königsgrüfte

In Minas Tirith (Turm der Wacht) hingegen wurden die Könige in sogenannten Königsgrüften in Sarkophagen beigesetzt, wie sie auch von den fürstlichen Familien in Europa genutzt werden. Diese lagen in der Stadt Tolkiens an der sogenannten Rath Dínen (Stille Straße), die durch ein zusätzliches Tor gesichert war, welches nur für Totenfeiern geöffnet wurde. Den stellvertretenden Truchsessen in der Erzählung, wurde diese ehrenvolle Bestattung ebenfalls gewährt.

### Völkerwanderung

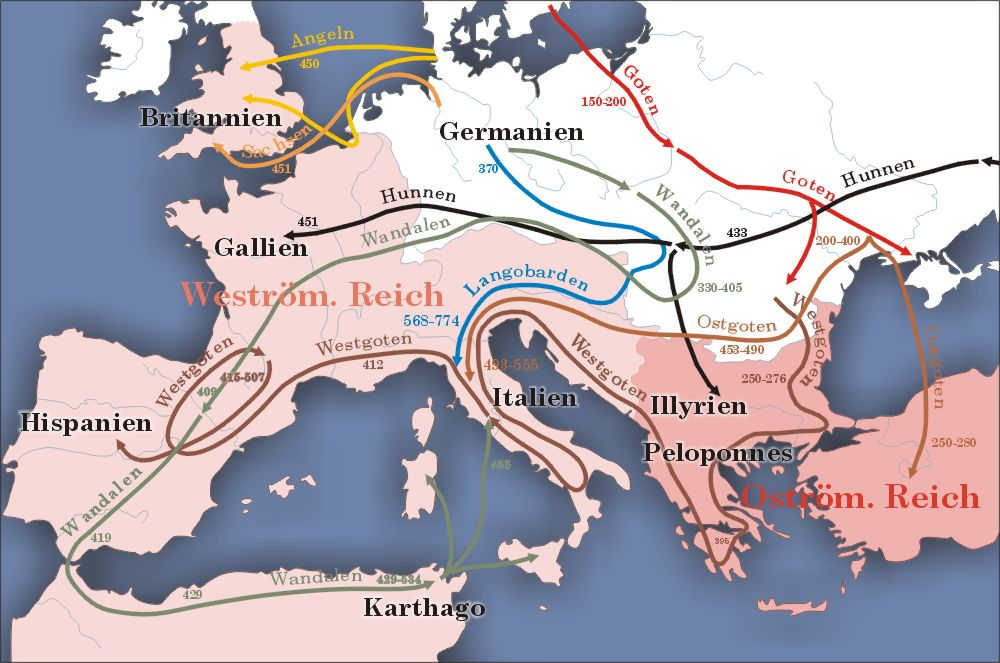
Die Völkerwanderungen vom 2. bis 5. Jahrhundert

„Auf! Auf! ihr Reiter Théodens! Zu grimmigen Taten: Feuer und Schlachten! Speer wird zerschellen, Schild zersplittern, Schwert-Tag, Blut-Tag, ehe die Sonne steigt! Nun reitet! Reitet! Reitet nach Gondor!“

- Der Auszug der Goten

Tolkien befasste sich unter anderem mit der Geschichte der Goten, die der Geschichtsschreibers Jordanes in seinem Werk Getica in Latein aufgezeichnet hat. In diesem Text wird von dem Auszug der Goten unter ihrem Anführer Berig von der nördlich gelegenen Insel Scandza nach Gothiscandza (Küste der Goten) berichtet. Dort besiegten sie die Rugier und Vandalen und zogen weiter südostwärts bis zum Schwarzen Meer. Besonders gerühmt wurden die Goten als ein Volk von Reiterkriegern, die ihre Zweikämpfe zu Pferde austrugen und in kurzer Zeit große Entfernungen überwinden konnten. Sie benutzten hierbei überwiegend Lanzen oder Speere, was ihnen eine strategische Überlegenheit gegenüber den Infanterietruppen bescherte. Einzig die mit Bogen bewaffneten hunnischen Reiterhorden waren diesen in der kriegerischen Auseinandersetzung überlegen, da die Pfeile eine größere Reichweite als Lanzen hatten und zudem in größerer Zahl mitgeführt werden konnten. Des Weiteren benutzten die germanischen Krieger nach einer Schilderung von Tacitus neben dem Speer mit kurzer schmaler Eisenspitze und dem Schild ein eisernes Schwert, welches als ihre ruhmreichste Waffe galt. Die Schilde waren aus Holz gefertigt, lederbezogen und bunt verziert, zudem schützte ein Schildbuckel aus Metall die empfindliche Mittelpartie. Üblicherweise führte der König seine Truppen selbst zu Pferde in die Schlacht.:186/187 Ähnlichkeiten finden sich ebenfalls bei den Namen der Könige der Rohirrim, wie etwa „Théoden“ oder „Théodred“, die dem ostgotischen Theoderich angelehnt sind, welcher die von Jordanes genutzte Quelle, die Aufzeichnungen des römischen Gelehrten Cassiodor, in Auftrag gegeben hatte. Théoden reitet ebenfalls an der Spitze seiner Truppen zur Befreiung der Stadt Minas Tirith, bei der er getötet wird.:922–942
- Die Éorlingas oder das Volk von Rohan

Die als „Rohirrim“ (Rossvolk) bezeichneten Menschen in der Erzählung Der Herr der Ringe weisen nicht nur durch ihre äußere Erscheinung starke Ähnlichkeiten mit den Goten oder germanischen Reitervölkern auf, auch ihre Herkunft aus einem Land weit im Norden von Mittelerde wurde von Tolkien ähnlich angelegt. Das Volk nannte sich ursprünglich in der eigenen Sprache „Éothéod“ (Pferdevolk) und hatte sich unter König Earnil II. im Quellgebiet des Anduin (Langflut) niedergelassen. Verwandt waren sie mit den „Beorningern“ und den Menschen aus Rhovanion, einem Landstrich südlich des Düsterwaldes. Diese Menschen aus Rhovanion wurden vom Volk der „Wagenfahrer“ bedrängt und in die Randgebiete dieses Waldes vertrieben. Das Königreich Gondor im Süden wurde nun im Jahre 2510 des Dritten Zeitalters in Mittelerde, von einem riesigen Heer wilder Menschen angegriffen. In dieser Notlage kam ihnen nun das Pferdevolk unter ihrem Anführer „Eorl dem Jungen“ zu Hilfe. Die Angreifer konnten zurückgeschlagen werden und als Dank erhielt Eorl das Territorium „Calenardhon“ (Grünland, welches durch eine vorher grassierende Pestwelle nahezu entvölkert war) des Königreiches Gondor als Siedlungsgebiet zugesprochen. Dieser Landstrich wurde fortan als Rohan bezeichnet und war mit dem Königreich Gondor durch einen Treueschwur verbunden.:1176–1181 Diese Parallele findet sich in dem sogenannten Gotenvertrag aus dem Jahre 382 und mit Cirions Eid und dem Bündnis zwischen den Rohirrim und den Gondorianern.

### Fürstensitze
- Die hölzerne Halle des Mets

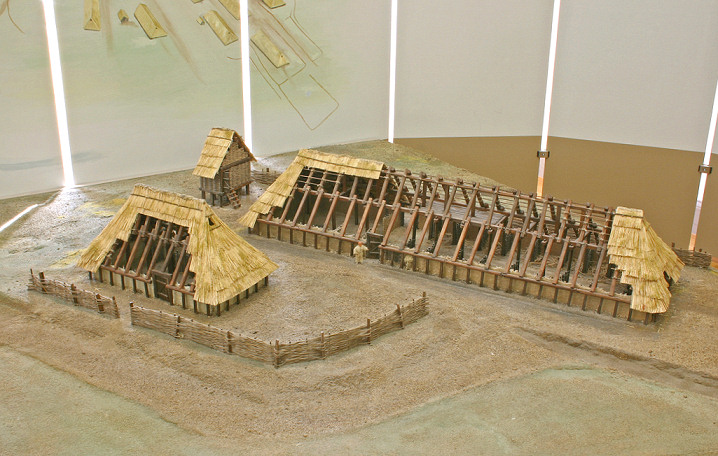
Modell eines Langhauses in Feddersen Wierde

In der Erzählung über Beowulf findet sich die weitgerühmte Methalle „Heorot“ des dänischen Königs Hrothgar. Diese bietet ein ideales Vorbild für Tolkiens „Goldene Halle Meduseld“ (altenglisch: Sitz des Mets), die einer germanischen oder inselkeltischen „Herrenhalle“ ähnelt. Eine solche Halle bestand aus einem rechteckigen Langhaus mit Wänden aus Holz oder lehmverstrichenem Flechtwerk und oftmals zwei tragenden Reihen aus Holzsäulen. Priskos, ein spätantiker Geschichtsschreiber des 5. Jahrhunderts berichtet über die Halle des Hunnenfürsten Attila folgendes:

„Mitten in der Steppe gelangte der Reisende zu einer großen Siedlung, wo sich ein stattlicher Hof erhob, der prächtiger als alle anderen Häuser Attilas gewesen sein soll. Das Gebäude war aus Balken gearbeitet, hatte Wände aus Tafelholz und war von einem Holzzaun umgeben […]“

Sehr ähnlich liest sich die Beschreibung von König Théodens Halle Meduseld in Edoras. Legolas sagt bei ihrer Annäherung über den Herrschersitz:

„Ein Erdwall und mächtige Mauern und eine Dornenhecke umgeben ihn. Darinnen befinden sich die Dächer von Häusern; und in der Mitte steht auf einem grünen Bergsattel hoch oben die große Halle der Menschen. Und meinen Augen scheint es, als habe sie ein goldenes Dach. Sein Glanz leuchtet weiter über das Land. Golden sind auch die Pfosten ihrer Türen. Dort stehen Männer in schimmernder Rüstung […]“

- Hallen aus Stein und Marmor

In Minas Tirith hingegen, der aus weißem Stein errichteten Hauptstadt des Königreichs Gondor in Mittelerde erhebt sich auf der obersten Ebene ein marmorner Palast. Über die Thronhalle heißt es im Herrn der Ringe: „[…] zwischen den Säulen erhob sich eine stumme Gruppe großer Standbilder aus kaltem Stein.“ Solche Figuren sind besonders aus griechischen oder römischen Hallen bekannt. Tolkien stellt hier in seiner Erzählung die historischen Gegensätze der reich verzierten germanischen Holzbauweise den prunkvollen römischen Steinbauten gegenüber. Obgleich im germanischen Raum auch weiterhin noch für lange Zeit hölzerne Hallen errichtet wurden, stellten die fränkisch-karolingischen Herrscher ihre Paläste nach römischem Vorbild aus Stein her.:169

### Die Bauten der Römer in Großbritannien
- Römische Ruinen

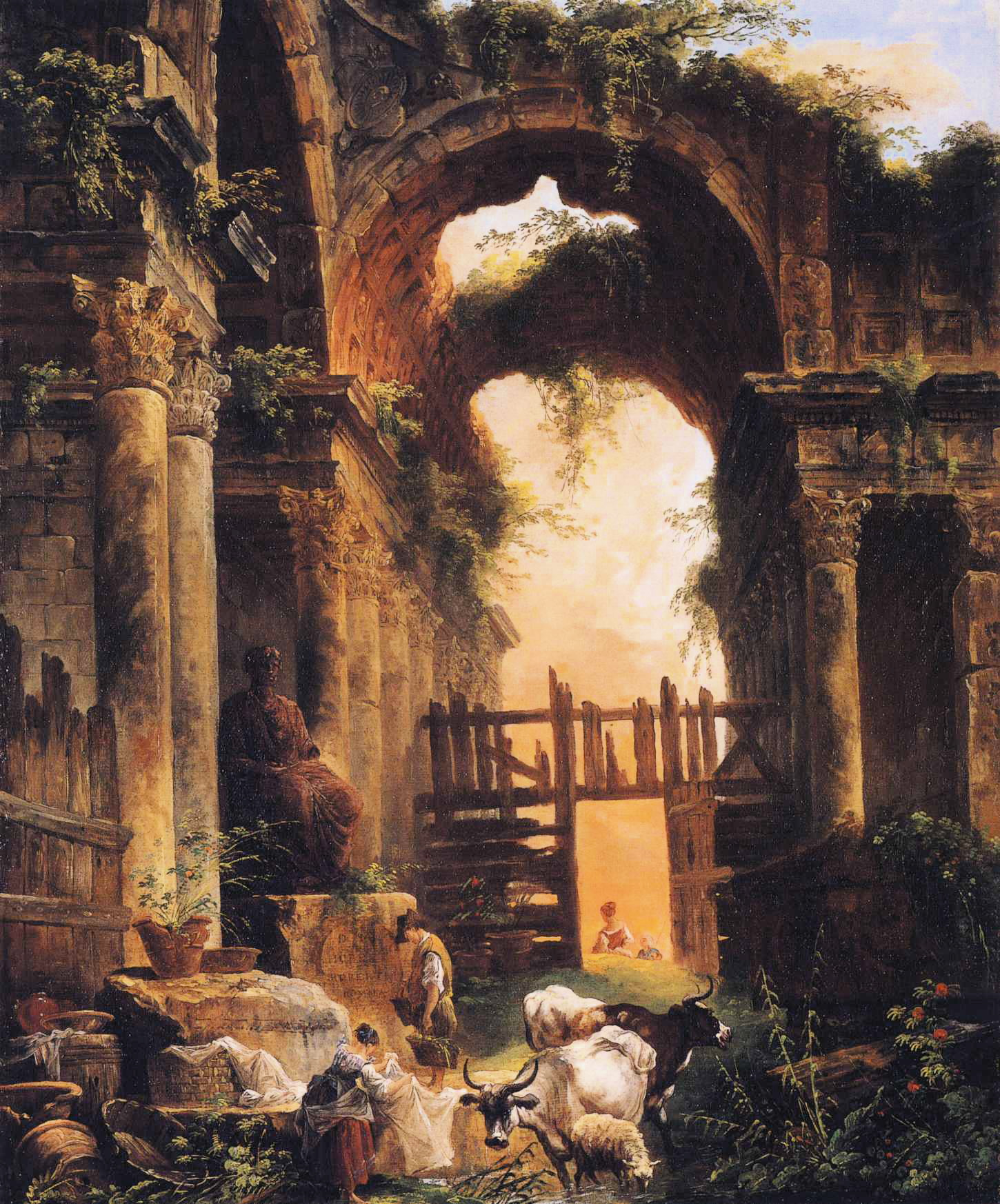
Hubert Robert – Roman Ruins

In dem Gedicht The Ruin wird von einer Stadt berichtet, von der nur noch die verfallenen Ruinen zu sehen sind. Die ehemaligen Bauten wurden den Riesen zugeschrieben (enta geweorc – Ent bezeichnet altenglisch einen Riesen und bei Tolkien die Baumhirten). Der Dichter beschreibt es so: „[…] Die Erbauer und ihre Menschenreiche – dahingegangen, untergegangen und gestorben. Auch die schützende Mauer sank dahin. Einst standen dort helle Häuser, Badehäuser, mit hohen Räumen, in denen der Jubel der Menschen ebenso hallte wie in mancher Festhalle der Männer. […]“.:78
Solche Ruinen finden sich auch in Mittelerde, so im untergegangenen Königreich Arnor der númenorischen Einwanderer. Ihre einstigen Königsstädte Annúminas und Fornost Erain sind längst zerfallen, ebenso der Turm auf der Wetterspitze, der einst einen Palantír enthielt. Krause vergleicht das mit den Bauten der Legionäre, die in Britannien einmarschierten und dort ihre Städte nach römischem Vorbild errichteten. Nach ihrem Fortgang verfielen diese, da die Angelsachsen nicht über dieselben Fertigkeiten verfügten wie die einstigen Besatzer. In Mittelerde ist das ähnlich, denn die aus Númenor stammenden Westmenschen galten als besonders geschickte Baumeister und sie errichteten Straßen und befestigte Städte, wie es die normalen Menschen Mittelerdes nicht konnten. Daher träfe die Beschreibung des Gedichtes ebenso auf das Reich Arnor mit seinen Teilreichen Arthedain, Cardolan und Rhudaur zu. „[…] Dies alles ist vergangen und die Welt hat sich verdunkelt. […]“.:78
Wie die römischen Eroberer legten auch die númenórischen Baumeister befestigte Steinstraßen zwischen ihren Städten an. Diese verbanden die Königreiche Arnor und Gondor miteinander. Verzeichnet sind insbesondere die Nord-Süd-Straße zwischen Annúminas im Nordwesten und Minas Tirith im Südosten, aber auch der Große Grünweg, der die Stadt Fornost im Westen vorbei an Bree mit dieser Straße verband. Des Weiteren gab es die Große Oststraße, die von Annúminas an den Trollhöhen und Bruchtal vorbei am Hohen Pass über das Nebelgebirge und durch den Großen Grünwald (Mirkwood, wo sie Alte Waldstraße genannt wurde) bis an die Ufer des Flusses Eilend im Osten führte. In den äußersten Süden führte schließlich die Harad-Straße.

### Industriezeitalter und Weltkriege
Tolkien lebte zu einer Zeit, in der durch die Industrialisierung in Großbritannien viele Städte durch Fabriken mit rauchenden Schloten und durch eine zunehmende Umweltverschmutzung gekennzeichnet waren und die zudem zwei Weltkriege überstehen mussten. Dieser Einfluss zeigt sich besonders in der Erzählung Der Herr der Ringe durch die Art der Darstellung einiger Gegenden.
- Verwüstete Ödlande

In Tolkiens Mittelerde gibt es mehrere lebensfeindliche Gebiete, so beispielsweise Mordor oder die Totensümpfe, die große Wüste von Harad oder zerstörte Landschaften, wie das Gebiet um Isengard, durch Drachen zerstörte Gegenden am Erebor oder in Beleriand, das von Melkor bewohnte Nordland oder die Helcaraxe. Für derartige Orte gibt es in den alten Sagas vielfältige Vorbilder, so beispielsweise das Land des Fischerkönigs in der keltischen Erzählung von Parcival im Mabinogion oder weiteren kymrischen Dichtungen, in denen der jeweilige Held diese Gebiete unbeschadet durchqueren muss, um seine Mission zu erfüllen. Im Herrn der Ringe kommt diese Aufgabe dem Hobbit Frodo und seinem treuen Begleiter Sam zu.
Hier kommt ein persönlicher Aspekt aus dem Leben Tolkiens mit ins Spiel, denn die Darstellung der Leichen im Wasser der Totensümpfe erinnert an die gefallenen Soldaten in überfluteten Schützengräben aus den Stellungskriegen des Ersten Weltkriegs, an denen Tolkien teilnahm. Isengard (Eisenstadt) hingegen verdeutlicht die Kritik Tolkiens an der Umweltzerstörung durch die zunehmende Industrialisierung der Stadt Birmingham, in der er einen Teil seiner Kindheit verbrachte. Das Auenland bildet zunächst einen Kontrast zu dieser Zerstörung, wird dann jedoch durch Saruman ebenfalls verwüstet.:52

## Geographie und Gebietsbezeichnungen in Mittelerde
- Kosmographie und Kartographie

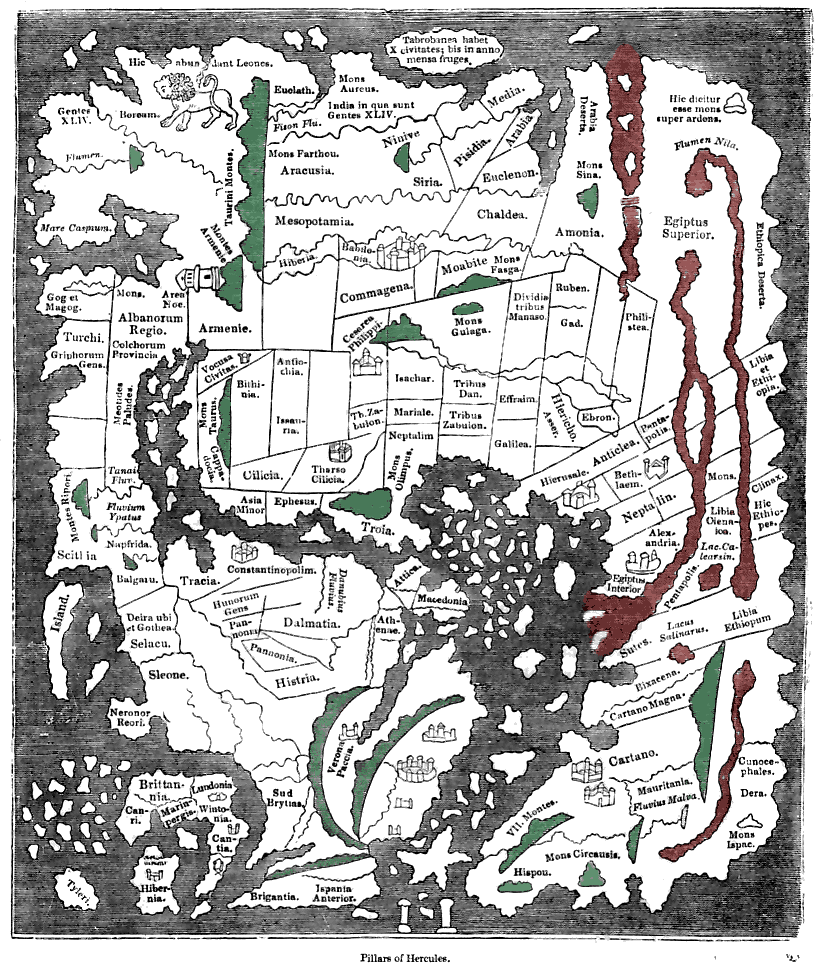
Angelsächsische Weltkarte („Cotton“ 11. Jahrhundert)

Die Karten, die Tolkien für sein Werk entwickelt hat, ähneln jenen Kartenwerken, die im mittelalterlichen Europa Verwendung fanden. Dabei geht es weniger um eine reale und präzise Darstellung der tatsächlichen Örtlichkeiten als vielmehr um eine symbolische Darstellung der historischen oder religiös bedeutsamen Stätten in der damals den Mitteleuropäern bekannten Welt. Diese Karten werden unter der Bezeichnung Mappae mundi zusammengefasst und beschränken sich im Wesentlichen auf die Kontinente Europa, Afrika und Asien. Auch Tolkien hat dieses Prinzip für seine Karten von Mittelerde verwendet. Tolkien entwickelte in seiner Mythologie sogar eine eigene Geschichte der Kartografie, so weist die erste Karte von Mittelerde (i Vene Kemen) beispielsweise noch eine Schiffsform auf. Erst im Laufe der Geschichte werden die Karten detaillierter und genauer, wie die Karten im Hobbit oder dem Herrn der Ringe aber auch die Karten Beleriands oder Númenors im Silmarillion oder den Nachrichten aus Mittelerde.
Insbesondere die zahlreichen Orts- und Gebietsnamen haben dabei eine beschreibende Funktion, wie zum Beispiel das Nebelgebirge, der Fluss Eilend, die Wetterspitze oder die Alte Straße. Diese Form der Namensgebung lehnt sich an die nordischen Sagas an, die sowohl als historischer Bericht als auch als literarisches Werk konzipiert waren. Tolkiens Gebrauch von Orts- und Personennamen ist daher in der modernen Belletristik nahezu einmalig.
- Mittelerde (in Tolkiens Original Middle-earth) bzw. miðgarðr (Midgard) nannten schon die altnordischen Völker die Gebiete, die sie bewohnten.
- Die Jenseitigen Gefilde (The Undying Lands, die Unsterblichen Lande) wurden von den Germanen als Ódainsakr bezeichnet und kommen in der Eiríks saga viðförla vor. Wichtig ist in diesem Zusammenhang, dass Tolkien weder die germanische noch die christliche Vorstellung des Paradieses auf Erden (der Garten Eden oder der Wohnsitz der Götter liege östlich von Europa) zum Vorbild für sein Valinor wählte, sondern aus frühmittelalterlichen irischen Texten und keltischen Vorstellungen, wonach es weit im Westen sagenhafte Inseln gäbe. Von diesen berichteten auch frühe Seefahrer, wie der heilige St. Brendan, von denen es heißt, dass sie für normale sterbliche Menschen nicht zu erreichen seien. Gleiches gilt für das Land Aman, dem Sitz der Valar in Tolkiens Welt. So kann Aman mit der Wohnstatt Valinor mit dem Asgard und dem Vanaheimr verglichen werden. Bei den Kelten lag das Jenseits oder die Anderswelt ebenfalls im Westen. Die alten Isländer nannten diese Insel der Seligen Hvitramannaland (Weißmännerland) oder Glæsisvellir (Gläserne Gefilde), wie in der Vorzeitsaga Bósa saga ok Herrauðs. Aus der Mythologie der Kelten stammt der kymrische Begriff Avalon, der in der Artussage eine wichtige Rolle spielt. Tolkien benutzte diesen Begriff in leicht abgewandelter Form für den nach Westen und Valinor ausgerichteten Hafen Avalóne (nahe Valinor) auf der Insel Tol Eressea (Einsame Insel). Im Silmarillion heißt es dazu „Die Eldar […] wohnen auf der Insel Eressea; und dort ist ein Hafen, Avallóne genannt, denn von allen Städten ist sie Valinor am nächsten, und der Turm von Avallóne ist das erste, was der Seemann erblickt, wenn er sich übers weite Meer endlich den Landen der Unsterblichen naht.“[39]:350

- Landschaften und Landesteile

Die Gebiete der Riddermark weisen besonders deutlich auf einen Zusammenhang dieses erdachten Volkes zu germanischen Volksgruppen auf. So bedeutet fold im Altnordischen so viel wie Feld oder Ebene. Mark ist ein Regierungsbezirk. Westernis (ein Name von Númenor) hat das skandinavische Namenselement -ness, was Landzunge bedeutet. Es weist Ähnlichkeiten zu den Orten Lyonesse oder Logres der Artussage auf. Lyonesse ist ebenfalls im Meer versunken.
- Berge, Schluchten und verwunschene Wälder

Der Name der Misty Mountains (Nebelgebirge) könnte mit den feuchten Bergen (úrig fjöll) aus der Skírnismál identisch sein. Die Bezeichnung der Rohirrim für Minas Tirith als Mundburg legt einen Bezug zur altnordischen Bezeichnung Mundiafjöll für die Bergkette der Alpen nahe. Die Bezeichnung Ered Nimrais (Weißes Gebirge) ist quasi eine direkte Übersetzung des lateinischen Wortes albus als weiß.
Die Schicksalskluft (Crack of Doom) hat laut Simek vermutlich ihren Ursprung in der Ginnungagap, der Urkluft, die bei der Entstehung der Welt in der nordischen Mythologie eine entscheidende Rolle als trennendes Glied zwischen dem heißen (Muspellsheim) und kalten Pol (Niflheim).:52–54
Der Name des großen Grünwaldes, des „Düsterwalds“ (englisch Mirkwood), ist erkennbar dem Myrkviðr aus der altnordischen Literatur und Miriquidi aus den deutschen mittelalterlichen Quellen entlehnt. Der Tolkiensche Düsterwald trennt wie der Myrkviðr aus der Edda (exemplarisch in der Lokasenna) die geistig-mythischen Sphären, die Welt der Menschen von der der Götter (Edda) oder der Elben und wie beim Miriquidi konkrete Siedlungsräume als topographische natürliche Grenze. Der latent bedrohliche Duktus des Düsterwalds (DKH) zeigt Parallelen zum eddischen Geschehen, die mit dem Weltende in Zusammenhang gebracht werden (wenn die Söhne Muspells durch den Myrkviðr reiten), was die Gefährlichkeit des Ortes unterstreicht. Die altnordische Literatur beschreibt dieses Gebiet als „Myrkvið in ókunna“ (der unbekannte oder undurchdringliche Wald voller Gefahren), dort wo der Wald das Land im Osten zwischen Hunnen und Goten trennt.:52–54 Vorbild für diesen tradierten Begriff und die ausgeprägten literarischen Rezeptionen in der Germania ist der antike Herkynische Wald.
Der römische Geschichtsschreiber Tacitus beschrieb die Länder der Germanen im 1. Jahrhundert als „Terra etsi aliquanto specie differt, in universum tamen aut silvis horrida aut paludibus foeda“ (Obgleich sich das Land in seiner Gestalt beträchtlich unterscheidet, ist es doch im Allgemeinen entweder rau vor Wäldern oder grässlich vor Sümpfen).

## Personennamen nordischer Herkunft
- Zwerge

Die Namen der Zwerge sind von Tolkien direkt der Edda entnommen worden. Das stellt einen direkten Bezug zur nordischen Mythologie her. Besonders deutlich wird dies bei den Zwergen im Hobbit, die mit Bilbo zum Erebor aufbrechen. Die Namen vieler dieser Zwerge finden sich in einer Aufzählung in der Edda, die man Dvergatal nennt, wo es heißt:

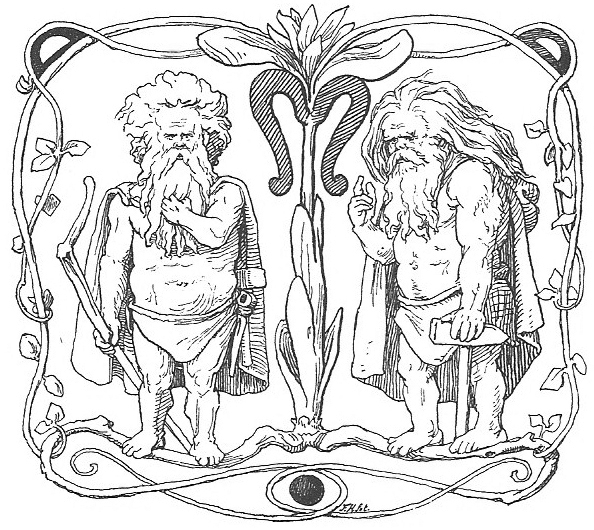
Zwerge der Völuspá. Lorenz Frølich, 1895.

„[…] Nyi und Nidi, Nordri und Sudri,

Austri und Westri, Althiof, Dwalin,

Nar und Nain, Niping, Dain,

Bifur, Bafur, Bömbur, Nori;

Ann und Anarr, Ai, Miödwitnir.

Weig, Gandalf, Windalf, Thrain,

Theck und Thorin, Thror, Witr und Litr,

Nar und Nyrad; nun sind diese Zwerge,

Regin und Raswid, richtig aufgezählt.

Fili, Kili, Fundin, Nali,

Hepti, Wili, Hannar und Swior,

Billing, Bruni, Bild, Buri,

Frar, Hornbori, Frägr und Loni,

Aurwang, Jari, Eikinskjaldi. […]“
Thorin Eichenschild ist hier aus zwei Zwergennamen zusammengesetzt. Der Name Gandalfs ist hier ebenfalls aufgelistet, was keinen Widerspruch darstellt, denn er bedeutet übersetzt Zauberalbe. Hier arbeitete Tolkien bewusst mit den sprechenden Namen, denn sie geben das Wesen, eine Eigenschaft oder das Aussehen ihres Trägers wieder. Bombur bedeutet beispielsweise „der Dicke“, Gloin „der Glühende“, was sowohl auf seine Abstammung von den rotbärtigen Feuerzwergen als auch sein leicht aufbrausendes Gemüt beschreibt. Thorin ist „der Tapfere“, Thrain „der Bedrohliche“ und Thrór „der Gedeihliche“. Einer der sieben Väter der Zwerge, der den Namen Durin trägt, hat einen recht ungewöhnlichen Namen, denn er kann sowohl „der Schlafende“, „der Schläfrige“ oder „der Türwächter“ bedeuten. Von ihm heißt es bei Tolkien in dem Gedicht Die Welt war schön zu Durins Zeit:
„[…] Froh lebte Durins Volk und sang,

Damals, als hier die Harfe klang,

Und Wächter stießen vor den Tor’n

Zu jeder Stunde in ihr Horn.

Die Welt nun grau, der Berg jetzt alt,

Die Kammern leer, die Essen kalt,

Kein Pickel gräbt, kein Hammer fällt;

Und Dunkel herrscht in Durins Welt.

Im tiefen Schatten ruht er nun

In seiner Gruft in Khazad-dûm.

Nur noch die Sterne spiegeln sich,

Im See, wo seine Krone blich.

Lang ruht sie dort in finstrer Nacht

Bis Durin einst vom Schlaf erwacht.“
Das zeigt deutlich, dass Tolkien ihm als einem der bedeutendsten Zwerge seiner Mythologie diesen Namen mit Bedacht gegeben hat. Weitere Zwerge finden sich in der Vorgeschichte zum Herrn der Ringe, dort spielt der Zwerg Mîm mit seinen Söhnen eine wichtige Rolle in der Geschichte der Kinder Húrins. Dabei weist seine Figur viel Ähnlichkeit mit der Erzählung über die Zwerge Andwari und Hreidmar der Reginsmál in der Edda auf. Auch Mîms Sohn wird getötet, wobei Mîm als Gegenleistung sein eigenes Leben behält. Am Ende rächt er sich, indem er Túrin verrät, wird aber letztendlich von Húrin erschlagen. In Túrins Geschichte sind viele Anklänge aus der Siegfriedsage oder dem Nibelungenlied erkennbar.
- Rohirrim und andere Menschenvölker

Die Namen der Könige der Menschen aus Rohan, stellen eine Nachbildung der Stammtafeln angelsächsischer Königshäuser dar. Ebenso wie die Bezeichnungen ihres Reiches stammen sie alle aus dem altenglischen Sprachraum. Ebenso sind die Bezeichnungen für die Ostlinge (Eastlings) mit einer typisch germanischen Endung -ling für ihre Herkunft oder Abstammung versehen. Auch die Hobbits, die als Halblinge (Halflings) bezeichnet werden, oder die Swertings (Schwärzlinge) aus dem Süden. Der Berater Théodens trägt ebenfalls einen nordischen Namen, der aus Grima (Maske) und wyrm-tunga (Schlangenzunge) besteht. Für diesen Namenszusatz gibt es ein bekanntes Vorbild in der Gunnlaugs saga ormstungu.

## Europäische Götterfiguren
Neben den germanischen Göttervorstellungen finden sich in den von Tolkien kreierten Ainur (Valar und Maiar) diverse Ähnlichkeiten zu den griechischen oder römischen Göttergestalten. Aus der griechischen Mythologie haben die Valar einige Attribute von den Göttern des Olymp entliehen. Die Valar leben ebenso wie die olympischen Götter auf einem hohen Berg getrennt von sterblichen Menschen. Anklänge zu Poseidon finden sich bei Tolkiens Figur Ulmo (der Vala des Wassers) und Zeus entspricht in seiner Position dem Vala Manwe, als Herrn der Luft und König der Valar. Die Göttergeschlechter bestehen aus je zwölf Mitgliedern. Bei den Römern waren dies insbesondere Jupiter und Neptun. Im Silmarillion ist für das Geschlecht der Götter jedoch eine Anzahl von 14 angegeben. „Die Großen unter den Geistern nennen die Elben die Valar, die Mächte von Arda, und die Menschen haben sie oft die Götter genannt. Die Fürsten der Valar sind sieben, und der Valiër, der Fürstinnen, gleichfalls sieben.“:27
- Odin

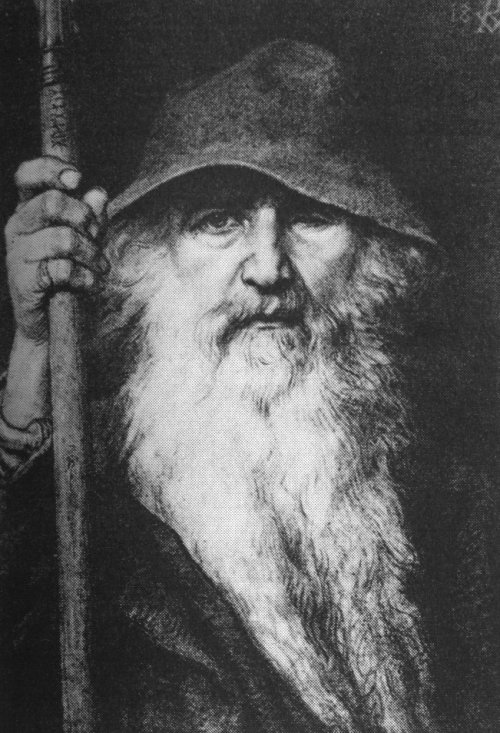
Georg von Rosen: Odin als Wanderer, 1886

Die Wesenszüge Odins (altnordisch Óðinn) treten in Tolkiens Werk gleich in mehreren Personen in Erscheinung. Zum einen wird er von den Zauberern Gandalf und Saruman auch in seiner äußeren Erscheinungsform verkörpert, zum anderen zeigen auch Sauron und der höchste Valar Manwe deutliche Eigenschaften des germanischen Gottes. Odins Aussehen wird in der Völsunga saga wie folgt beschrieben:

„Und als der Kampf eine Weile gewährt hatte, da kam ein Mann in die Schlacht, mit langherabhängendem Hut und blauem Mantel, er hatte nur ein Auge und trug einen Speer in der Hand.“

„Tags darauf begab sich Sigurd in den Wald und begegnete einem alten Manne mit langem Barte, der war ihm unbekannt.“

Ähnlich wird Gandalf im Hobbit beschrieben, als er zum ersten Mal vor Bilbos Tür erscheint. „Alles, was […] Bilbo an diesem Morgen sah, war ein alter Mann mit einem Stab, hohem, spitzem blauem Hut, einem langen grauen Mantel, mit einer silbernen Schärpe, über die sein langer weißer Bart hing, […].“:10

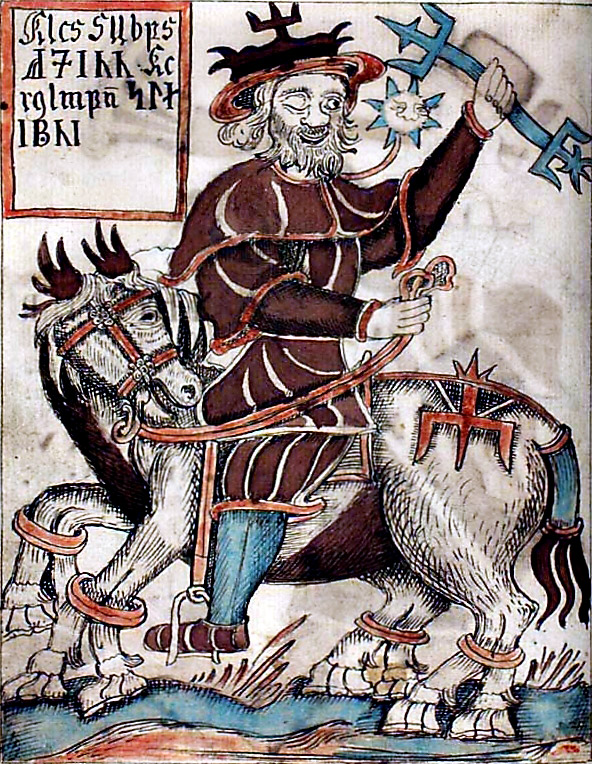
Odin reitet auf Sleipnir

Gandalf und Saruman weisen einige der zauberischen Fähigkeiten Odins auf, wobei Gandalf sich eher den Zaubersprüchen (galdrar) widmete und Saruman sich der Schwarzkunst (seiðr) bediente, von der Snorri Sturluson in der Heimskringla, Ynglinga saga, Kapitel 7 sagt: „[…] damit konnte er das Schicksal der Menschen und zukünftige Dinge erfahren, Menschen den Tod, Unglück oder Krankheit bringen, und Menschen ihren Verstand oder ihre Kraft rauben […].“ Diese magische Beeinflussung hat Tolkien bei Théodens scheinbarer Krankheit, die durch Grima, als Handlanger Sarumans hervorgerufen wurde, umgesetzt. Gandalf besitzt das schnellste Pferd (Shadowfax, Schattenfell) wie Odin den achtbeinigen Hengst Sleipnir.:K. 14 Beide Pferde haben ein graues Fell und Tolkien selbst beschrieb das Pferd folgendermaßen: „Sceadu-faex, having shadow-grey mane and coat.“ (Sceadu-faex, hatte schattengraue Mähne und Fell). Das Element -fax findet sich auch beim Namen von Freyrs Pferd Freyfaxi in der isländischen Hrafnkels saga oder in der Edda für die Pferde Skinfaxi und Hrimfaxi (Schimmermähne und Frostmähne), die in der Vafþrúðnismál den Tag oder die Nacht heraufziehen.
Odin wird immer wieder als alter Wanderer beschrieben, der plötzlich zum Wohle der Menschen auftaucht und ihnen hilfreiche Ratschläge erteilt. Das trifft ebenfalls auf die Figur Gandalfs zu. Ein weiterer Aspekt ist die Fähigkeit Odins seine Gestalt zu verändern. So verwandelt er sich beispielsweise auf der Flucht vor dem Riesen Suttungr in einen Adler, um zu entkommen. Dieses Detail verwendet Tolkien in abgewandelter Form, indem er Gandalfs auf einem Adler vom Orthanc entkommen lässt.
Beide Zauberer besitzen eine große Weisheit, was ebenso ein Attribut Odins ist. Saruman gilt darüber hinaus als geschickter Redner, der seine Zuhörer mit Worten zu beeinflussen vermag. Wie Odin benutzt auch Saruman Raben als Zuträger von Informationen, so dass der Orthanc, mit dem Palantir darin, Ähnlichkeiten mit Odins Hochsitz Hlidskialf und seinen Raben Hugin und Munin aufweist.
Sauron zählt wie Gandalf und Saruman zu den Maiar und bei dieser Figur treten die dunklen Eigenschaften des Germanengottes deutlich zutage. Sauron galt zunächst als besonders ansehnlich, was ein erstes Zeichen für Gestaltwandlung darstellt, später muss er sein Aussehen verändern, kann den Menschen nur noch mit einem abstoßenden Äußeren erscheinen oder nimmt die Form des lidlosen Auges auf dem Barad-dûr an (Odin war einäugig). Noch stärker ist dieses Element im Silmarillion zu finden, in dem Kampf Saurons mit dem Hund Huan, wo zudem der Bezug zu den Wölfen Odins zu Tage tritt.

„Daher nahm er [Sauron] die Gestalt eines Werwolfes an, des mächtigsten, den je die Erde betreten. […] Doch kein Zauberbiss noch Hexenvers, nicht Gift noch Klaue, noch Teufelskunst oder Unholdstärke vermochten Huan aus Valinor zu besiegen; und er griff sich den Feind bei der Kehle und drückte ihn nieder. Nun wechselte Sauron die Gestalt, vom Wolf zur Schlange und vom Ungetüm zu seiner wahren Gestalt; […] Und sogleich nahm er die Gestalt eines Vampirs an, groß wie eine dunkle Wolke vor dem Mond, und entfloh, während Blut aus seiner Kehle tropfte, und er flog nach Taur-nu-Fuin und hauste da, das Land mit Greueln erfüllend.“

Diese Schilderung ähnelt einer Beschreibung des letzten Kampfes von Odin mit dem Fenriswolf in der Ragnarök, wobei Odin von dem Wolf verschlungen, Sauron jedoch lediglich von Huan an der Kehle gepackt und zu Boden geworfen wird.

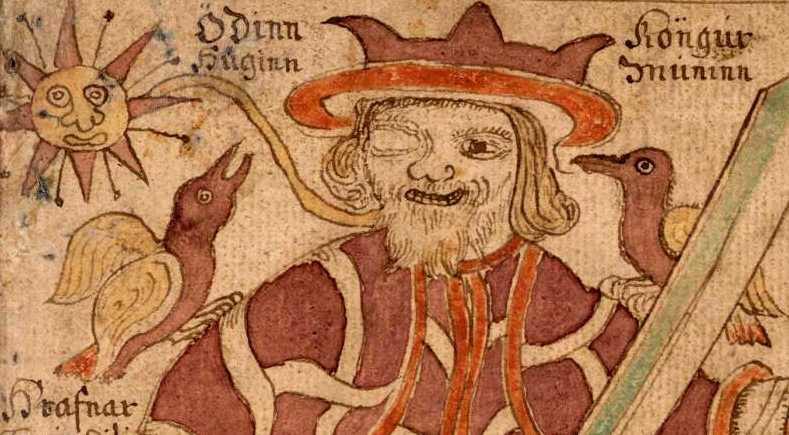
Odin und seine Raben

Snorri Sturluson beschreibt Odins Fähigkeiten sehr ähnlich:

„Odin konnte seine Gestalt verändern. Sein Körper lag wie schlafend oder tot da, er aber war ein Vogel oder ein Tier, ein Fisch oder eine Schlange und fuhr in Augenblicken in andere Länder, in seinen Angelegenheiten oder denen anderer Leute. […] Er hatte immer Mímirs Haupt bei sich, und dieses sagte ihm viele Nachrichten aus der anderen Welt, […] Er besaß zwei Raben, die er mit der Sprache gezähmt hatte.“

Die Valar als Götterfamilie in Tolkiens Mythologie weisen in ihren Eigenschaften und der Darstellung viele Ähnlichkeiten mit dem germanischen Göttergeschlecht auf. So ist Manwe als oberster der Valar durchaus mit Odin vergleichbar, der von Snorri Sturluson häufig als „der höchste und älteste der Asen“ bezeichnet wird.:K. 19 Auch Manwe hat diese Position inne. „[…] Der Mächtigste unter jenen Ainur, welche die Welt betraten, war im Anfang Melkor; Manwe jedoch ist Ilúvatar der Liebste und versteht am klarsten seine Absichten. Für die Dauer der Zeit wurde er zum ersten aller Könige ernannt: zum Fürsten des Reiches Arda und zum Herrscher über alles, was dort lebt. […]“ Tolkien bestätigte das quasi im Buch der Verschollenen Geschichten. Dort steht: „[…] Es heißt dann weiter, daß Eriol den Feen [Elben] von Wôden, þunor, Tiw etc. erzählte (dies sind die altenglischen Namen der germanischen Götter Odin, Thor und Tyr), und sie identifizierten sie mit Manweg, Tulkas und einem dritten Gott, dessen Name nicht zu entziffern ist.“:302 Odin und Manwe besitzen beide große Weisheit und Vögel (wobei es bei Manwe Adler sind), die ihnen Informationen zutragen. Die Odin zugesprochene Kunst des Dichtens setzt Tolkien bei Manwe durch seine Liebe zur Musik um, erwähnt jedoch auch eher beiläufig, dass die Vanyar von ihm sowohl den Gesang als auch die Dichtkunst erlernten, denn die Dichtkunst erfreut Manwe und gesungene Worte sind ihm Musik. Wie Odin besitzt auch Manwe einen Hochsitz den Taniquetil und überblickt von dort die Welt.
- Urd – Skuld – Verdandi

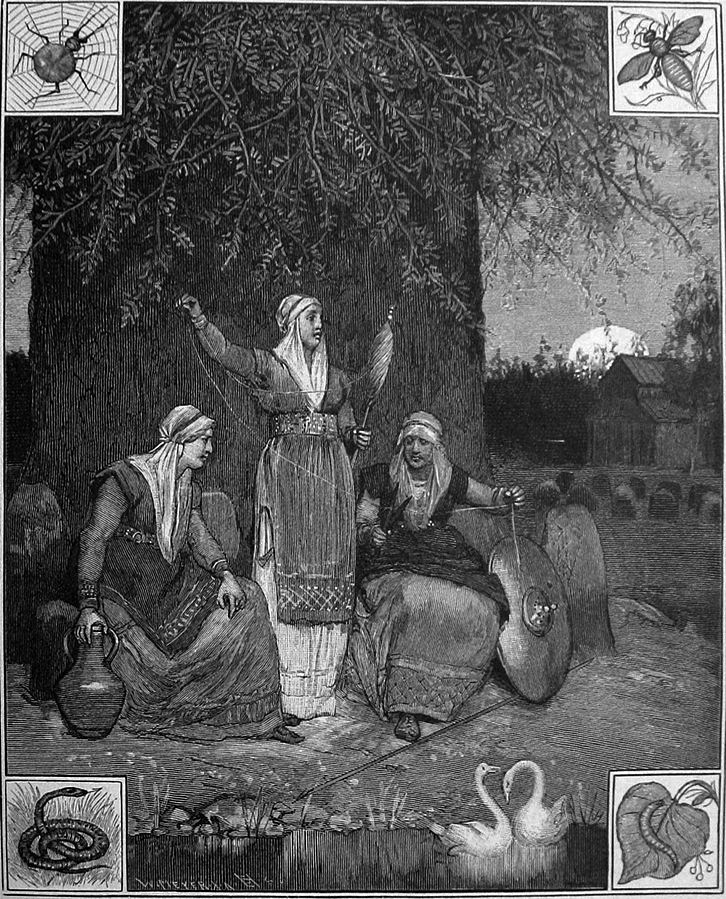
Die Nornen beim Verknüpfen der Schicksalsfäden

Snorri Sturluson berichtet von den drei Nornen Urðr (Ursprung, Schicksal, die Vergangenheit), Skuld (Schuld, das was sein/werden soll, die Zukunft) und Verdandi (werdend, das Jetzt ), dies sind in der nordischen Mythologie diejenigen, welche das Schicksal zuteilen. Die Nornen kommen zu jedem neugeborenen Menschenkind und bestimmen sowohl die Dauer seines Lebens, als auch den Weg, den es beschreiten wird. Diese Vorstellungen finden sich in zahlreichen Skaldengedichten oder den Götter- und Heldenliedern der Edda. Der germanische Oberbegriff, der dieses umschreibt, ist die Wurd (Geschick, Schicksal), das in der nordischen Welt zu Urðr wurde.
In Tolkiens Mythologie gibt es ebenfalls entsprechende Figuren, so ist zum einen der Vala Námo (Verkünder, Richter) mit seiner Halle Mandos zu nennen, der dort die Verstorbenen versammelte und über ihr Schicksal nach dem Tod bestimmte (Wiedergeburt bei den Elben, Fahrt auf dem Schiff Mornië in den hohen Norden bei den Menschen). Wer in Námos Halle gerufen wurde, hatte in Mittelerde sein Leben durch gewaltsamen Tod (Elben, Menschen) oder Tod durch Alterung (Menschen) verloren. Neben ihm ist Vaire Serinde (Knüpferin, Weberin), die Valië der Vergangenheit und die Weberin des Schicksals, die die Fäden in der Hand führt. Sie ist vergleichbar mit Fortuna, Tyche oder Verdandi, die in die Zukunft sehen können. Ebenfalls zu diesen zählt Fui Niënna (die Traurige, Mitleidige), die Schwester von Námo und Irmo, die für Kälte und Frost aber auch für Leid und Mitleid zuständig war. Sie hatte die Macht Trost zu spenden und das Leid zu mildern. Ihr Titel „Fui“ steht hierbei für Finsternis und Nacht. Bei Irmo dem Traumgeber und seiner Gemahlin Estë (die Heilerin) lebte Gandalf unter dem Namen Olórin (Träumer), ehe er nach Mittelerde aufbrach. So konnte er den Menschen in der Not Rat bringen und die Geschicke Mittelerdes zum Guten hin beeinflussen. Die Gabe der Voraussicht spielt in Mittelerde ebenfalls eine wichtige Rolle, die vergleichbar ist mit den Weissagern oder den Orakeln der Antike. Dass Weissagungen in der Mythologie ihren festen Platz hatten, zeigt auch die Völuspá, in der eine Seherin zukünftige Ereignisse voraussagt (Ragnarök). Diese Schicksalsbeeinflussung durchzieht fast unmerklich die Geschichte Mittelerdes. Dies zeigt es sich besonders am Beispiel der Kinder Húrins. Túrin trägt den Beinamen Turambar (Schicksalsmeister). Auch die Abschiedsworte seiner Schwester Niënor zeugen von der Macht dieser Beeinflussung: „Lebwohl, o zweifach Geliebter! A Túrin Turambar turin’ ambartanen: Meister des Schicksals, vom Schicksal gemeistert! O Glück, tot zu sein!“ Danach stürzt sie sich in eine Schlucht. Als einem der wenigen Menschen soll Túrin jedoch eine Wiedergeburt für die „Schlacht der Schlachten“ (Gleichnis zur Ragnarök) gewährt werden, wo er diese als Schicksalsmeister entscheiden soll, indem er Melkor endgültig tötet.
- Thor

Neben Odin ist Thor einer der wichtigsten Gottheiten in der germanischen Mythologie. Bekannt ist er als Beschützer Midgards und durch seinen magischen Hammer Mjölnir (dieser wurde von den beiden Zwergen Sindri und Brokk erschaffen), mit dem er in der letzten Schlacht gegen die Midgardschlange kämpfen soll. Bei dem von Tolkien ebenfalls als Schmied angelegten Vala Aule ist es die Erschaffung der Sterne durch Funken, die dieser mit seinem Hammer schlägt (ähnlich Thors Blitzen), die für die Geschichte Mittelerdes von Bedeutung sind. Aule gilt als Vater der Zwerge, hat also ebenfalls einen Bezug zu diesen. Der von Tolkien besonders erwähnte Name Aʒûléz (in der Sprache der Valar) ähnelt dem germanischen Þunaraz für Thor. Beide Figuren besitzen neben einem Hammer auch einen Amboss.

## Christliche Einflüsse
Die Bibel und die traditionellen christlichen Erzählungen zeigen einige Entsprechungen im Gesamtwerk über Mittelerde. Dies zeigt sich besonders deutlich im Silmarillion. Tolkien war ein gläubiger Katholik. Der Konflikt zwischen Melkor und Eru Ilúvatar weist sichtbare Parallelen zu den Darstellungen der Auflehnung Luzifers gegen Gott und dem Sturz aus dem Himmel auf. Das Böse der Welt personifiziert sich gleichsam in den Gestalten und Namen des Teufels und einer Vielzahl von bösartigen Kreaturen und Dämonen.:212 Melkor und einige seiner Geschöpfe oder Helfer hatten Namen, die sehr ähnlich klingen wie diejenigen, mit denen der Teufel bezeichnet wird. (Melkor/Belegurth zu Beelzebub, Sauron zu Satan, Tevildo zu Teufel, wobei Tolkien den Katzenkönig Tevildo aus der Geschichte von Lúthien und Beren später im Silmarillion durch den Maia Sauron ersetzte). Neben umfassenden Arbeiten, auf dem Gebiet der nordischen Mythologie war Tolkien als Philologie-Professor der Universität Oxford auch mit Bibelübersetzungen betraut. Zu seinen bedeutendsten Werken in diesem Zusammenhang, zählt die Mitarbeit bei der Erstellung der Jerusalemer Bibel nach dem Zweiten Vatikanischen Konzil. Entsprechend weisen Ortsbezeichnungen in seinen Werken, beispielsweise der fiktive Kontinent Mittelerde Pendants zu biblischen Namen wie En Dor auf.
Weitere Parallelen sind im biblischen Brudermord (Kain und Abel) und dem Sündenfall mit der Vertreibung aus dem Paradies der Genesis und dem Sippenmord und der Verbannung der Elben aus Valinor zu erkennen.
Die Schöpfungsgeschichte der Mythologie in Mittelerde beginnt ähnlich wie die Bibel und hat ebenfalls einen monotheistischen Gott als Erschaffer zum Ansatz.

„Am Anfang schuf Gott den Himmel und die Erde. Und die Erde war wüst und leer, und es war finster auf der Tiefe; und der Geist Gottes schwebte auf dem Wasser. Und Gott sprach: Es werde Licht! und es ward Licht. Und Gott sah, dass das Licht gut war. Da schied Gott das Licht von der Finsternis und nannte das Licht Tag und die Finsternis Nacht. […]“

„Eru war da, der Eine, der in Arda Ilúvatar heißt; und er schuf erstens die Ainur, die Heiligen, Sprösslinge seiner Gedanken; […] Als sie aber in die Leere gekommen waren, da sagte Ilúvatar zu ihnen: „Sehet, dies ist euer Lied!“ Und er zeigte ihnen ein Gesicht [Vision] und gab ihnen zu sehen, was sie zuvor nur gehört hatten; Sie sahen eine neue Welt, und sie wölbte sich in der Leere und wurde von der Leere getragen, doch war sie nicht gleich ihr […] Und plötzlich sahen die Ainur in der Ferne ein Licht, wie von einer Wolke mit einer Flamme im Herzen; und sie wussten, dass dies nicht nur ein Gesicht war, sondern dass Ilúvatar ein neues geschaffen hatte: Ea, die Welt, die ist.“

Holger Vos zitiert in seinem Buch Die Weltdeutung im „Silmarillion“ von J. R. R. Tolkien Mark Eddy Smith, der schrieb: „Tolkien kopiere mit seinem Werk die Bibel, doch wollte er sie damit nicht ersetzen, sondern unterstützen.“ oder Martin J. Meyer, der dazu meinte: „Tolkien ist also zweifellos ein religiöser Sub-Creator von Mittelerde […]“.

## Mythologische Elemente – imaginäre Wesen

### Naturgeister
- Tom Bombadil

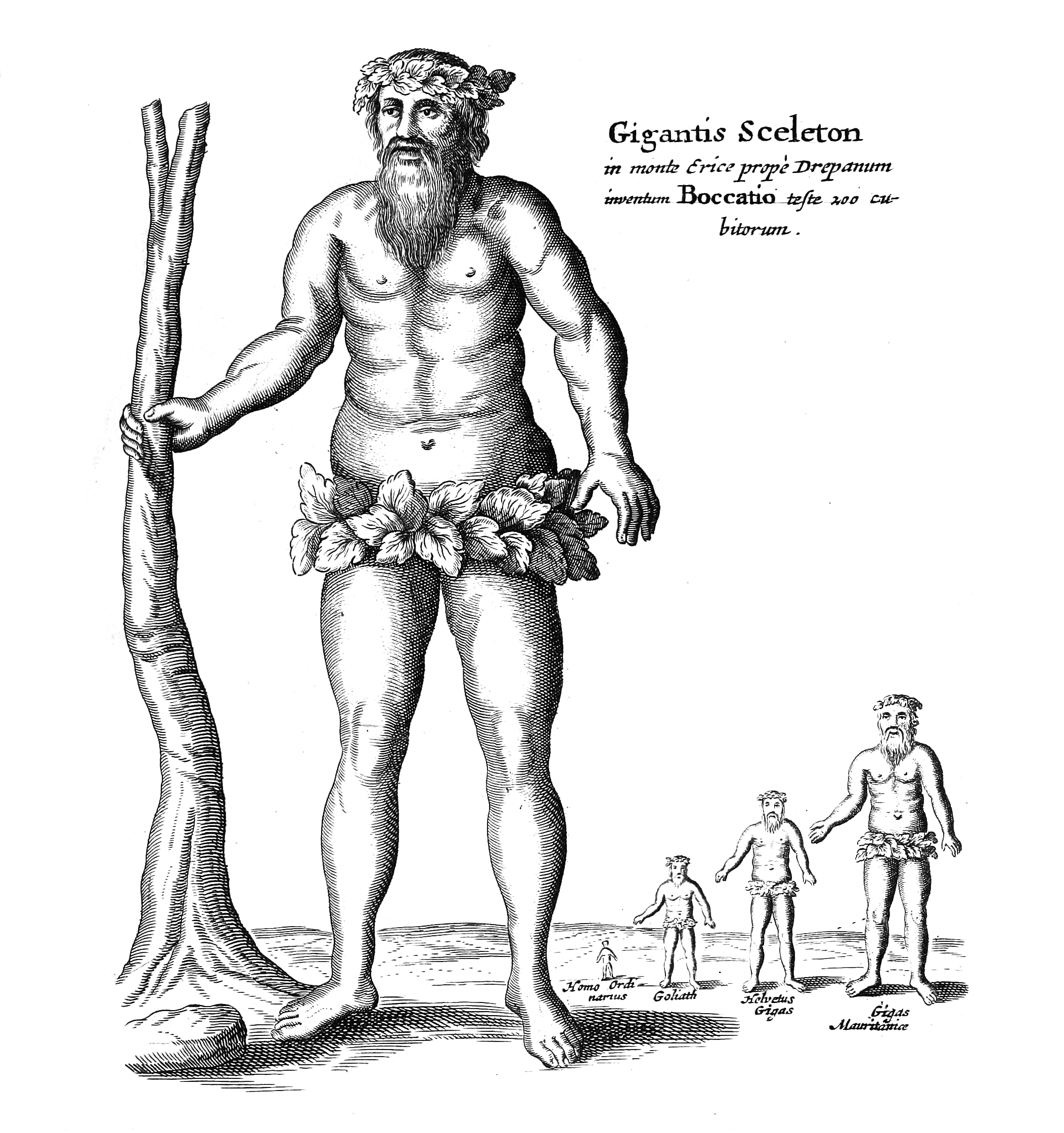
Gigant

Eine schwer einzuordnende Figur in Tolkiens Werk ist Tom Bombadil. Ein mythologisches Vorbild ist nicht erkennbar und Tolkien selbst sagte über ihn: „[…] es muss Rätsel (enigmas) geben, die es ja immer gibt; Tom Bombadil ist eines davon (absichtlich).“ Tom Bombadil kann jedoch als Personifizierung der ursprünglichen Natur angesehen werden, denn seine Frau Goldbeere sagt über ihn: „Er ist wie ihr ihn gesehen habt, […] er ist der Meister von Wald, Wasser und Berg. […] Er hat keine Furcht. Tom Bombadil ist der Meister.“ Er selbst sagt von sich: „Der Älteste bin ich. […] Tom war hier vor dem Fluss und vor den Bäumen; Tom erinnert sich an den ersten Regentropfen und die erste Eichel.“ Er trägt bei den Völkern Mittelerdes entsprechende Namen, die Elben nennen ihn „Iarwain Ben-adar“ (der älteste ohne Vater), die Zwerge nannten ihn „Forn“, eine skandinavische Bezeichnung für alt, vorzeitlich, bei den Nordmenschen hieß er „Orald“, was altenglisch sehr alt oder uralt bedeutet. In der nordischen Mythologie gibt es Riesen mit einem ähnlichen Namen Fornjótr die zu den ältesten Wesen gehören. Sein Wesen weist ebenfalls Züge des Wilden oder des Grünen Mannes auf, die aus mittelalterlichen Texten oder Darstellungen bekannt sind.:85–89
- Ents

Ents gehören wohl ebenfalls in diese Kategorie der Naturkräfte, obwohl Tolkien über sie schrieb: „[…], dass die Ents aus Philologie, Literatur und Leben bestehen. Sie verdanken ihren Namen dem altenglischen „eald enta geweorc“ und ihrer Beziehung zu Stein.“ Diese Wesen werden sowohl in den Gedichten The Wanderer und The Ruin erwähnt als auch im Beowulf. Sie bezeichnen ein altes Geschlecht der Riesen, die nach frühmittelalterlicher Auffassung monumentale Bauten oder Straßen erschaffen hatten, jedoch ausgestorben sind.:89–93 Die Beziehung der Ents zu ihren Frauen weist Anklänge zu Njörðr und Skaði auf. In Baumbarts Lied über die Entfrauen klingt eine ähnliche Unvereinbarkeit ihrer Ansprüche an den bevorzugten Lebensraum an. Ein weiteres übernommenes Merkmal ist das Entthing, die Ratsversammlung der Ents, das nach den Regeln des germanischen Thing abgehalten wurde. Tolkien verdeutlicht hierbei zusätzlich durch die ungewöhnlich monotone und wortwiederholende Sprache (Entisch) dieser Geschöpfe den langwierigen Prozess der Meinungsfindung und Übereinkunft einer derartigen Versammlung. Als Beispiel eines der wenigen Worte aus dieser Sprache: „Taurelilómea-tumbalemorna Tumbaletaurea Lómeanor“ wäre die Kurzbezeichnung für den Fangornwald, übersetzt bedeutet es „Waldvielbeschattet-tieftalschwarze Tieftalbewaldete Nachtdunkelheimat“.
- Beorn

Beorn, der Gestaltwandler wurde durch die Erzählungen über Beowulf beeinflusst. Der Name Beorn (Bär aber auch Mann) weist auf die wilden Berserker oder Odinskrieger hin, die sich in Bärenfelle hüllten und im Rauschzustand enorme Kräfte entwickelten, so wie Beorn, als er in die „Schlacht der fünf Heere“ am Ende des Hobbit eintritt. Auch die Übersetzung des Namens Beowulf (Bienen-Wolf) entspricht dem altenglischen Beorn, als honigliebenden Bären. Einflüsse auf diese Figur sind ebenfalls in der Egils saga zu vermuten, denn Beorns Sohn Grimmbeorn (Grimmiger Bär) trägt einen ähnlichen Namen wie Egils Vater Grímr Kveldúlfsson (Kveldúlfr = Abendwolf). Eine weitere Geschichte über die nächtliche Verwandlung eines Mannes in einen Bären ist Bjöthvarr Bjarki in der Hrolf Krakis saga, der dazu verdammt ist in der Nacht als Bär umzugehen. Auch Beorn verwandelt sich nur des Nachts in einen Bären, während er tagsüber als Mensch Bienen züchtet. Die Halle Beorns, die Tolkien skizziert hat, entspricht einer Beschreibung aus dem Beowulf, die der Abbildung einer isländischen Halle aus dem Jahr 1000 entspricht.

### Freundliche Wesen der Mythologie
- Hobbits

Laut Tolkien entstanden die Hobbits bei einer Eingebung, die er beim Korrigieren von Prüfungsarbeiten seiner Studenten auf ein leeres Blatt schrieb. „In a hole in the ground there lived a hobbit“ (In einem Hohlraum im Boden da lebte ein Hobbit). Sie entspringen nicht der europäischen Mythologie und Tolkien selbst leitet ihren Namen von einem nicht nachgewiesenen altenglischen Wort hol-bytla (Höhlenbewohner) her. Aufgrund der Ähnlichkeit mit dem englischen Wort für Kaninchen (rabbit) liegt die Vermutung nahe, dass Tolkien dieses in die Konzeption ihres Lebensraumes mit einfließen ließ, doch sagt er deutlich: „Mein Hobbit […] war nicht behaart, außer auf den Füßen. Noch ähnelte er einem Kaninchen. Er war ein gutsituierter, gutgenährter Junggeselle mit eigenen Mitteln. […].“ Trotzdem weisen die Hobbits Ähnlichkeiten zu mythologischen Wesen wie den Heinzelmännchen, Wichteln oder Kobolden auf, die wie diese nur selten je von einem Menschen gesehen wurden.:98–102
„Hobbits“ werden jedoch schon in einer Liste von Fabelwesen in The Denham Tracts (zwischen 1846 und 1859 von Michael Aislabie Denham) erwähnt, wo sie als “a class of spirits” (deutsch: „eine Art von Geistern“) bezeichnet werden. Jene Liste basiert auf einer älteren Liste aus Discoverie of Witchcraft, datiert auf das Jahr 1584. Die Tracts wurden später von James Hardy für die Folklore-Gesellschaft neu bearbeitet und in zwei Bänden in den Jahren 1892 und 1895 gedruckt.
- Zwerge

Die Zwerge zeigen dagegen deutliche Anklänge zu den Vorstellungen der altnordischen Mythologie. Doch legte Tolkien Wert darauf, dass sie nicht gänzlich identisch zu diesen gedacht sind. Das macht er allein schon durch die veränderte Schreibweise für seine Zwerge in Mittelerde (dwarves) gegenüber den Zwergen der Liederedda (englisch dwarfs) deutlich. Diese Schreibweise wählte er als Philologe aus der zu vermutenden historischen Form dwarrows und weil „dwarves“ klanglich harmonischer zu „elves“ (Elben) passt. Es gibt aber deutlich mehr Ähnlichkeiten zwischen den Zwergen der Überlieferung und denen aus Mittelerde als Unterschiede. So werden sie in der Edda wie folgt beschrieben:

„[…] Die Zwerge hatten sich zuerst gebildet und waren wie Maden im Fleisch des Riesen Ymirs lebendig geworden. Aber durch die Entscheidung der Götter erhielten sie Verstandeswisen und Menschengestalt. Doch leben sie in der Erde und in Felsen. Modsognir war der höchste und Durinn der zweite.“

Bei Tolkien wird ebenfalls Durin als einer der sieben Väter der Zwerge genannt. Auch ihre Entstehung aus dem Element Erde wird im Silmarillion beschrieben, als der Valar Aule sie als Kinder seiner eigenen Vorstellung erschafft, noch ehe die ersten Kinder (Elben) Ilúvatars (des Schöpfers) auf Arda erwachen. Als Ilúvatar davon erfährt, lässt er diese Wesen lebendig werden, jedoch mit der Auflage, sie müssten unter der Erde ruhen, bis seine eigenen Geschöpfe dereinst erscheinen würden.

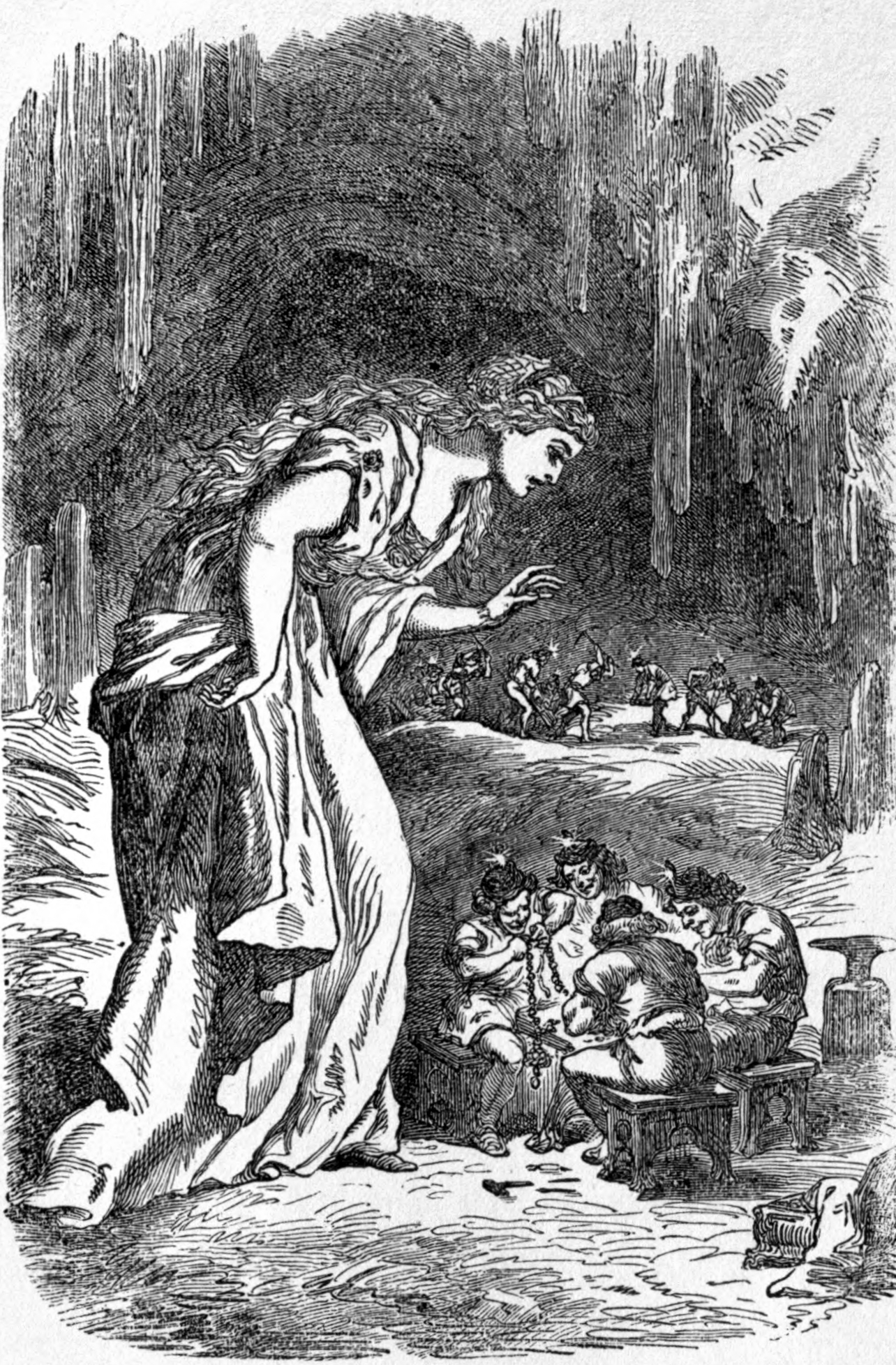
Freya in der Höhle der Zwerge

„[…] Sie sollen nun im Dunkel unter dem Stein schlafen und nicht hervorkommen, solange nicht die Erstgeborenen erwacht sind; […] Wenn aber die Zeit da ist, werde ich sie wecken, und sie sollen wie Kinder zu dir sein; und oft wird es Streit geben zwischen den deinen und den meinen […] Dann wird es ihre Sache sein, Aule zu dienen und ihm nach der Letzten Schlacht [bei den Germanen Ragnarök] Arda wieder aufbauen zu helfen. Sie sagen auch, dass die sieben Väter der Zwerge in ihrem eigenen Geschlecht immer wieder zum Leben erwachen und wieder ihre alten Namen tragen; und von diesen war in späteren Altern Durin der Ruhmreichste, der Vater jenes Volkes, das den Elben am freundlichsten gesinnt war und das in Khazad-dûm wohnte.“

Ein weiteres Gleichnis findet sich im Halsband der Zwerge, das in der nordischen Mythologie für die Göttin Freya erschaffen worden war und Brisingamen genannt wurde. Auch in Tolkiens Erzählung findet sich ein solches Zwergenhalsband (Nauglamir, Zwergenjuwel), das ursprünglich für Finrod erschaffen und später für Thingol mit einem Silmaril ergänzt wurde. Beide Schmuckstücke sind mit einem Fluch belegt. Die Sörla þáttr eða Heðins saga ok Högna berichtet davon, dass Freya als Gegenleistung für des Geschmeide mit den vier Zwergen, die es erschaffen hatten, eine Nacht verbringen musste.
- Elben

Dem Namen nach entspringen die Elben (elves) eindeutig der nordischen Mythologie. Hier gibt es jene Wesen, die altnordisch álfar oder álfr (Alben) und altenglisch ælf oder ælfen genannt wurden, daraus entstand der Name für Tolkiens Elben, die nicht mit der modernen Vorstellung von den geflügelten Elfen, wie Tinker Bell bei Peter Pan, gleichgesetzt werden können. Daher gab er bewusst für die deutsche Übersetzung die Schreibweise Elben vor, eine Mischung aus den Worten Elfen und Alben. Die Elben entsprechen jedoch in keiner Weise den mittelalterlichen Vorstellungen von Alfen, die oftmals als Krankheitsbringer mit Amuletten und Inschriften gegen „eluos uel eluas aut demones“ (Alben oder Albinnen und Dämonen) abgewehrt wurden und auf deren weniger freundliche Absichten auch die Albträume hinweisen. Andererseits führt das norwegische Königshaus von König Harald seine Abstammung wohl auf alfische Vorfahren zurück, da sich zahlreiche Namen wie Álfr, Álfgeir, Álfhild oder Gandálfr unter ihnen finden.:109–113 Die Namen Alfred (Ælfred) oder Alwin (Ælfwine) bedeuten Elfenrat und Elfenfreund. Auch Alboin, Gründer des Langobardenreiches in Italien, trägt den Namen Albenfreund.
Ähnlich wie die Lieder der Edda bisweilen von Asen und Alben erzählen, werden die Zeitalter Mittelerdes vom Anbeginn bis zum geplanten Ende von den Valar und Elben geprägt. Snorri Sturluson berichtet von Licht- und Dunkelalben und ebenso finden sich diese Unterscheidungen auch in Tolkiens Werk, das die Elbenvölker in Lichtelben (Calaquendi) und Dunkelelben (Moriquendi) unterteilt. Die auffälligsten Merkmale der Elben bei Tolkien sind jedoch ihre Unsterblichkeit, ihre Weisheit, ihr Geschick und ihre äußerliche Schönheit. Diese Merkmale finden sich bereits in der Germania von Tacitus, die von einer Seherin namens Albruna berichtet. Ihr Name hat die Bedeutung „die mit dem Wissen der Alben versehene“ oder „die vertraute Freundin der Alben“. Eine Erklärung zu den Worten Albe, Alp und Elbe ist auch im Deutschen Wörterbuch des Jacob Grimm zu finden. Danach ist ein Alb ein Geist oder Dämon der germanischen Mythologie, ein Alp ein feindlicher Nachtgeist und eine Elbe ein weiblicher Wassergeist. Dieser Begriff findet sich daher in dem Flussnamen Elbe.:98–105 Die Grundbedeutung ist hierbei weiß, so gab es auch einen Elbisz (Schwan), bei Tolkien durch die Schwanenschiffe der Elben umgesetzt. Damit ist auch die äußere Erscheinungsform dieser Wesen vorgegeben als weiße (hellhäutige), lichte (leichtfüßige, fast schwebende) oder glänzende Gestalten. Das mag auch der Grund dafür sein, dass Albinos bei vielen Völkern der Erde als besondere Wesen angesehen wurden die entweder verteufelt oder verehrt wurden. Die Alpen oder der alte Name Schottlands (Alba) deuten ebenfalls auf diese Wurzel der Farblosigkeit hin.

### Bedrohliche Wesen der Mythologie
- Orks – Oger – Uruk-hai – Kobolde

Goblins (Kobolde) nannte Tolkien anfangs seine Orks, doch sind diese weit mächtiger und stärker als die Goblins der englischen Überlieferung, denn diese Kobolde sind zwar mitunter boshaft, aber nicht wirklich bedrohlich. Orks hingegen gelten zwar als ungebildet und ihre Sprache besteht nur aus wenigen Worten, doch sind sie körperlich stark, verschlagen und angriffslustig. Entstanden sind sie aus Elben, die Melkor gefangen nahm und mit anderen Wesen kreuzte oder sie diesen nachbildete. Tolkien wählte ihren Namen nach dem altenglischen orc (Dämon), welches sich bereits im Beowulf findet. Dort ist in Vers 112 die Rede von „orcneas“ (Totengeistern), „orc-þyrs“ (Ogern) oder auch heldeofol (Höllenteufeln). Es ist jedoch nicht vom englischen orc, ork abgeleitet, was für einige Gattungen von Walen oder Delfinen benutzt wird wie beispielsweise den Orkas. In der sogenannten schwarzen Sprache Tolkiens hießen diese Wesen uruk und besonders große, furchtlose waren die Uruk-hai. Es gibt außer den Goblins des Spätmittelalters kein mythologisches Vorbild für diese Kreaturen, wenn man mal von der Erwähnung des Namens im Beowulf absieht, der aber nicht näher erklärt wird.
- Trolle, Riesen und Balrogs

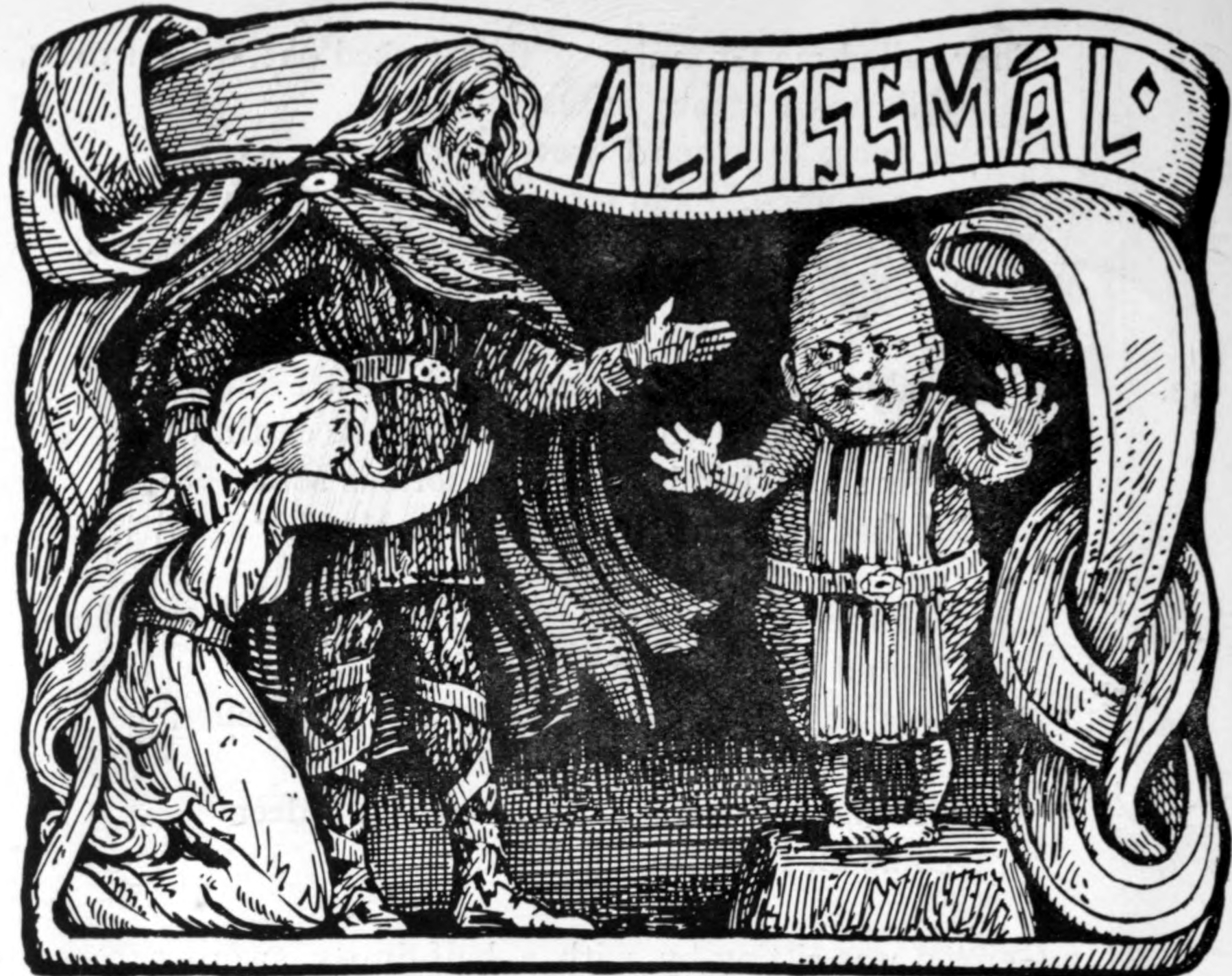
Thor debattiert mit Alviss

In der nordischen Mythologie gibt es neben der Jötunn (Mächtige Urriesen wie Ymir), die Rísar (etwas einfältige Wesen) und die Thursen, zu denen auch die Trolle gehören. Diese Trolle sind allgemein größer und kräftiger als Menschen, unterscheiden sich ansonsten aber nicht groß von diesen. Die drei Trolle aus dem Hobbit scheinen der Gattung der Rísar anzugehören, also den dummen Riesen der Sagas und Volksmärchen, denn sie durchschauen den Trick Gandalfs nicht und werden so durch das Sonnenlicht in Stein verwandelt. Dieses Motiv hat jedoch ein mythologisches Vorbild in dem Edda-Lied Alvíssmál, wo der Gott Thor den schlauen Zwerg Alviss (Allwissender) so lange mit Fragen hinhält, bis dieser vom ersten Sonnenstrahl getroffen und dadurch versteinert wird. Die Trolle im Herrn der Ringe sind hingegen gefährlich und immun gegen das Sonnenlicht. Diese eher boshaften Trolle könnte Tolkien nach Rudolf Simeks Meinung aus der Barðar saga Snæfellsáss („Saga von Bardr, dem Guten Geist des Snæfell“) übernommen haben, wo folgendes berichtet wird: „Im Winter kamen Trolle und Unholde von oben in den Eiriksfjord herunter und bereiteten den Menschen großen Schaden, beschädigten Schiffe und brachen Menschen die Knochen. Das waren insgesamt drei, ein Mann und eine Frau und deren Sohn.“
Riesen hingegen haben in der nordgermanischen Mythologie eine wichtige Stellung, sie sind älter als die Götter und stehen mit der Erschaffung der Welt in Verbindung. Bei Tolkien treten diese jedoch nur am Rande in Erscheinung. Lediglich im Hobbit gibt es eine Szene, in der die Steinriesen des Nebelgebirges sich mit Felsblöcken bewerfen. Balrogs werden zwar nicht als Riesen bezeichnet, aber sie ähneln in ihrer Beschreibung doch dem Feuerriesen Muspell aus der Edda, der am Ende der Zeit die Erde mit einem Weltenbrand überziehen soll.

### Mythische Tiere und Monster
- Hel – Fenrir – Miðgarðsormr

Die Kinder des germanischen Gottes Loki und der Riesin Angrboda zeigen starke Ähnlichkeiten zu den als Melkorhíni (Kindern Melkors) bezeichneten boshaften Dienern des verstoßenen Vala Melkor. Über Hel, das erste Kind dieser Verbindung, heißt es, sie sei aus Asgard verbannt worden, woraufhin sie im Norden ihr eigenes Reich gegründet habe. Der Fenriswolf und die Mitgardschlange wurden gemeinsam mit Hel dorthin gebracht, um sie besser unter Kontrolle zu haben, da die Asen (Götter) sich vor den Kindern Lokis fürchteten. Fenrir wird durch die Kette Gleipnir gefesselt, von der er sich nicht zu befreien vermag; die Miðgarðsormr wirft Odin ins Meer, wo sie seither die Erde umspannt.
Bei Tolkien ist es Melkor selbst, der zunächst Unfrieden unter den Elben in Valinor stiftet, die Silmarilli von Feanor entwendet und zudem die zwei Licht aussendenden Bäume zerstört. Er flieht aus der Heimat der Valar und errichtet im Norden seine Festung Angband (Eisenhölle). In Valinor wurde Melkor über viele Jahre gefangen gehalten und mit der Kette Angainor (Peiniger, Eisenfessel) gebunden. Diese wurde auch Ilterendi (die Undurchtrennbare) genannt und bestand, ähnlich wie Gleipnir aus einem besonderen Material. Dieses wurde als Tilkal bezeichnet und bestand aus einer Legierung aus Kupfer, Silber, Zinn, Blei, Eisen und Gold (elbisch: tambe, ilsa, latúcen, kanu, anga, laure). Das Schlangenmotiv findet sich in den zunächst flügellosen Drachen wieder. Ähnlich wie der Germanengott Thor, der in der Schlacht Ragnarök gegen diese kämpft, selbst durch ihr Gift tödlich verletzt wird, ergeht es auch Túrin, als dieser sein Schwert in den Körper des Drachen Glaurung stößt. Das Blut, das aus dieser Wunde spritzt, lässt Túrin wie tot zu Boden sinken. Weitere als Kinder Melkors bezeichnete Wesen sind neben den Drachen die Balrogs, die Orks, der Katzenkönig Tevildo oder die Wölfe Carcharoth und Draugluin. Sein einziges wirklich eigenes Kind war zunächst der Balrog Gothmog (Hassfeind), den er mit der Orkfrau Ulbandi (Riesin, Ungeheuer), auch Fluithuin (Gifthauch) genannt, gezeugt hatte – eine Parallele zu dem Paar bestehend aus Loki und Angrboda in der nordischen Mythologie – und der in Angband geboren wurde. Das Konzept, dass die Valar Kinder zeugten, wurde von Tolkien jedoch fallengelassen.
- Drache und Drachenhort

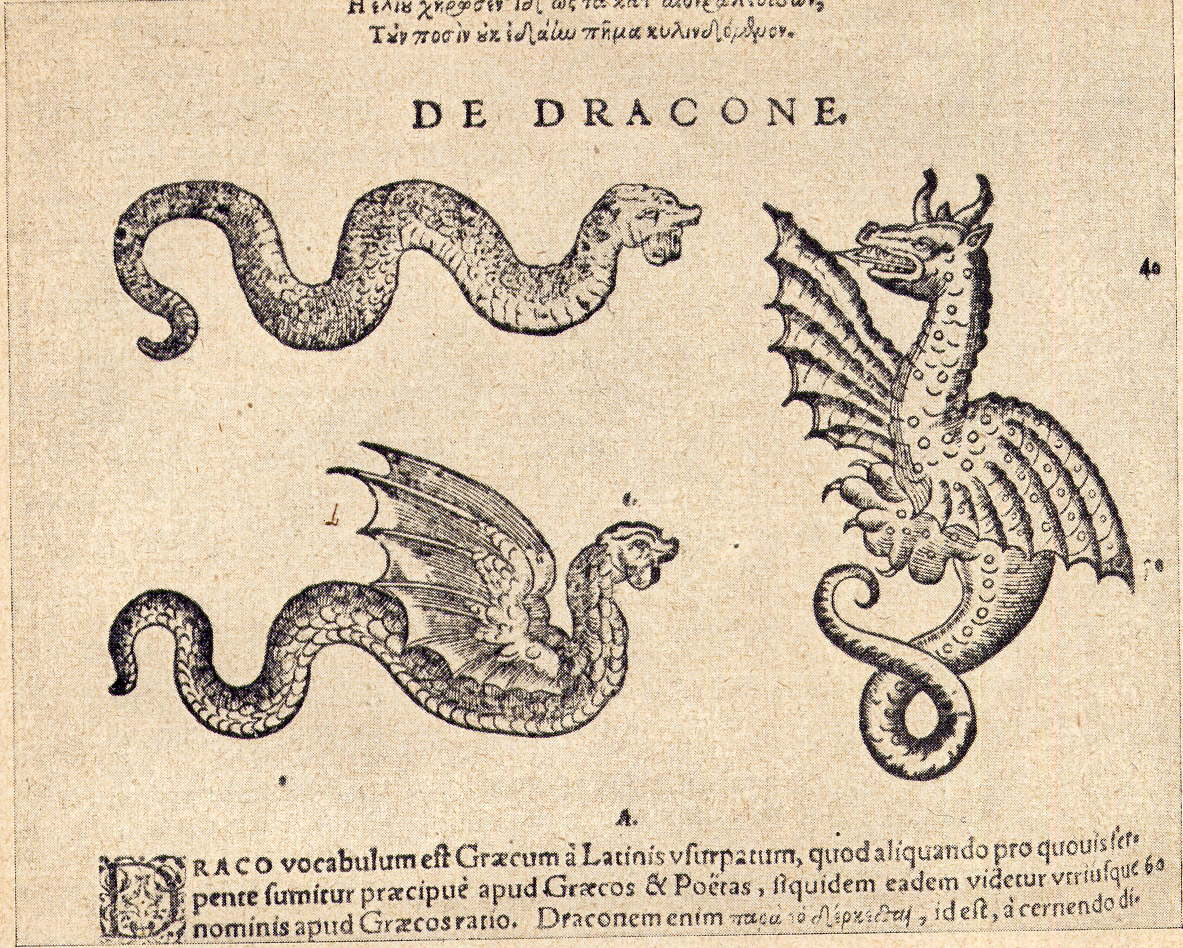
Drachenentwicklung

In der Geschichte von Mittelerde spielen zwei Drachen eine wichtige Rolle. Der eine ist der geflügelte Feuerdrache Smaug, der im Hobbit vorkommt, der andere der flügellose Glaurung im Silmarillion. Glaurung ist quasi einer der Vorfahren von Smaug, denn er war der erste der Urulóki (Feuerdrachen), die in Mittelerde gesehen wurden. Hier findet sich im Namen der Drachenarten die Bezeichnung lóke, die Wurm, Reptil oder Schlange bedeutet. Es gibt in der nordischen Mythologie sowohl einen Gott der Loki heißt (der besonders mit Betrug und Lügen verbunden wurde) als auch einen Feuerriesen Logi. Allerdings geht die Wurzel lok[h] des Wortes lóke für „Drachenschlange“ bei Tolkien auf die Bedeutung „sich ringeln, kriechen, locken“ zurück. Glaurung trägt jedoch deutliche Züge von Loki, denn er beeinflusst die Wahrnehmung von Niënor, der Schwester Túrins, sowie auch Túrin selbst, so dass Niënor vergisst, wer sie ist und dass sie auf der Suche nach ihrem Bruder Túrin war. Dies führt dazu, dass die Geschwister unwissentlich eine Beziehung eingehen und ein Kind zeugen. Erst der nahe Tod Glaurungs zwingt den Drachen diesen Bann zu lösen und seinen Betrug offenzulegen, denn als Sterbender ist er nicht mehr in der Lage zu lügen. Smaug besitzt ebenfalls diese Fähigkeit und versucht Bilbo zu überlisten, als dieser sich, unsichtbar durch die Benutzung des Ringes, in den Drachenhort begibt. Der Name Smaugs ist ein Wortspiel oder ebenfalls ein sprechender Name, wie Tolkien sie vorzugsweise benutzte. Er ist von einem Zauberspruch wid smeogan wyrme (gegen den eindringenden Wurm) abgeleitet. Wobei smaug das Perfekt zum Verb smjúga (sich schmiegen, durchdringen, hineingleiten) ist. Smaug bedeutet also „der Eindringling“.:133–139
Dieser Drache als Hüter verborgener Schätze hat zahlreiche Vorbilder in mittelalterlichen Heldenerzählungen oder den Geschichten von mutigen Drachentötern, wie Siegfried oder dem Heiligen Georg. Die Beschreibungen dieser Drachen entlehnte Tolkien direkt aus der germanischen Mythologie und den Heldendichtungen, wie dem Beowulf oder der Völsunga saga, in denen die Drachen als Kriechtiere beschrieben werden. Erst später in den Fornaldarsögur tauchen geflügelte Drachen auf. Ebenso ist es auch bei Tolkien, wo die Entwicklung der Drachen über das Stadium des sich schlängelnden Wurms Glaurung hin zum flugfähigen Smaug entwickelt. Dieser trägt eindeutig die Züge des Drachen Fáfnir aus der Völsunga saga. Tolkien selbst nannte Fáfnir „den »Prinz aller Drachen« und eine Welt, die auch nur die Vorstellung von Fáfnir enthalte, sei reicher und schöner, trotz der damit verbundenen Gefahr.“:133–139

„Ich halte Drachen für ein faszinierendes Produkt der Fantasie. Aber ich glaube nicht, dass der aus dem Beowulf so furchtbar gut ist. Aber über das Problem, wie der „Drache“ in die nordische Fantasiewelt eingedrungen ist und wie er dort umgebildet wurde, weiß ich nicht genug. Fáfnir in den späten nordischen Versionen der Sigurd-Erzählung ist besser; und Smaug und seine Gespräche sind ihm natürlich verpflichtet.“

Arnulf Krause zieht für seine Vergleiche zwischen den Drachen Mittelerdes und den Vorstellungen der nordischen Mythologie neben den biblischen Beschreibungen aus der Offenbarung des Johannes die saga Thidreks von Bern (Dietrich von Bern) oder die überlieferten Berichte aus der Angelsächsischen Chronik heran. Dort heißt es über einen Überfall der Wikinger im Sommer des Jahres 793: „In diesem Jahr erschienen schreckliche Vorzeichen über Northumbrien und versetzten die Einwohner in Angst und Schrecken: Es gab nie zuvor gesehene zuckende Blitze und man sah Feuer speiende Drachen durch die Lüfte fliegen. Darauf folgte eine große Hungersnot und etwas später […] zerstörte das Wüten der Heiden Gottes Kirche zu Lindisfarne mit Raub und Totschlag.“ Denn bis ins späte Mittelalter galten Drachen als real existierende Wesen, die es zu bekämpfen galt oder zumindest als Vorboten für drohendes Unheil.:144–148
- Olifanten

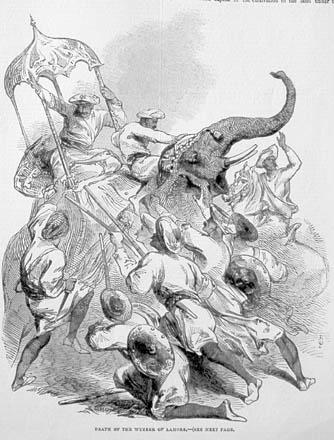
Kriegselefant

Olifant ist das niederländische Wort für Elefant, hierbei handelt es sich eigentlich nicht um ein mythologisches Tier, doch wählte Tolkien diese Namensvariante wohl wegen der im Mittelalter verbreiteten Hüfthörner, wie sie beispielsweise in der Rolandsage als Signalhorn (Olifant – Hruotland) benutzt wurden. Auch bei Tolkien finden diese Hörner Verwendung, so insbesondere das Horn von Gondor, welches von den Truchsessen von Minas Tirith als Erbstück weitergegeben wurde. Von diesem hieß es, dass der Schall des Hornes überall innerhalb der Grenzen des Reiches zu hören war, wenn es in Not geblasen wurde. Allerdings war dieses Horn nicht aus einem Elefantenstoßzahn gefertigt, sondern aus dem Horn eines mächtigen Stieres, so wie es auch in Europa üblich war.
Anlehnung finden die Olifanten jedoch in den Kriegselefanten, wie sie beispielsweise Hannibal benutzte. Bekannt sind solche Elefanten auch aus Indien. Tolkiens Olifanten sind jedoch weit größer als normale Elefanten und wurden von den Haradrim (Südlandern) in ihrer Sprache Mûmakil (große Elefanten) genannt. Die elbische (Quenya) Bezeichnung für Elefanten lautet andamundor (Langnasen).
- Wölfe, Werwölfe und Warge

Warge sind besonders große und wilde Wölfe, die mythologisch zu dem Werwölfen gezählt werden, da sich ihre Körper nach der Tötung wie bei diesen dämonischen Wesen auflösen. Abgeleitet ist die Bezeichnung vom altnordischen vargr, was sowohl „Wolf“ als auch „Geächteter“ oder „Ausgestoßener“ bedeutet. Dies ist darauf zurückzuführen, dass im altskandinavischen Raum ehemals Verbrecher lediglich in die Wildnis verbannt oder geächtet und nicht eingesperrt wurden. Die angelsächsische Bezeichnung ist wearh bzw. wearg. Derart Verbannte kleideten sich oft in Tierfelle und durften als Vogelfreie von jedem straflos getötet werden. Ähnlich verhält es sich mit den Werwölfen der germanischen, skandinavischen aber auch der griechischen Mythologie. In der Völsunga saga kommen bereits Werwölfe vor und in Skandinavien waren die Ulfheðnar (Wolfpelzeträger) neben den Berserkern (Bärenfellkrieger) bekannt. Bei Tolkien erscheint der Werwolf in der Geschichte von Beren und Lúthien im Kampf gegen den Hund Huan.

## Runenschriften
- Die Varianten des Futhark – Tolkiens Runen – Zwergenrunen, Mondrunen, Symbol- und Zauberrunen

„[…] zwar sehen die Zeichen aus wie Runen, manche von ihnen sind auch mit wirklichen Runen identisch, aber etliche Zeichen haben nur ein «pseudo-runisches» Aussehen und in Wirklichkeit nichts mit richtigen Runen zu tun. Hier hat Tolkien eigentlich ein neues Zeichensystem geschaffen, das mit der Kenntnis der altenglischen Runen allein nicht mehr zu entziffern ist.“

Für die Runenschriften im Hobbit hat Tolkien als Grundlage die germanischen Runen, hier insbesondere das erweiterte angelsächsische Futhorc benutzt. Diese Runen wandelte er beispielsweise für die Mond- oder Zwergenrunen entsprechend ab oder ergänzte sie durch eigens erfundene Zeichen. Aus der Zeit der Wikinger sind etliche Runensteine erhalten geblieben. Um diese Zeichen in Stein ritzen zu können, wurden sie meist aus einfachen geraden Linien zusammengesetzt. Dass der Runenschrift mitunter eine magische Wirkung zugeschrieben wurde, setzte auch Tolkien in seinen Geschichten um. Die Mondrunen beispielsweise sind auf der Karte im Hobbit nicht zu sehen, während andere normale Runen für jeden sichtbar sind. Elrond beschreibt das folgendermaßen:

„[…] Aber ihr könnt sie nicht sehen, wenn ihr einfach draufschaut. Sie können nur gelesen werden, wenn der Mond hinter ihnen steht. Bei den verzwickten jedoch muss der Mond von der gleichen Form, und es muss die gleiche Zeit sein wie an dem Tag, an dem sie geschrieben wurden. […]“

Ein solches Unsichtbarmachen ist historisch nicht belegt, doch war es gängige Praxis bei den germanischen Runenmeistern, diese entweder unleserlich zu machen oder zu verschlüsseln. So gab es unterschiedliche Methoden, diese Zeichen nur für Eingeweihte sichtbar zu machen, indem sie beispielsweise in Bilder integriert oder Runen an senkrechten Strichen positioniert wurden, um den tatsächlichen Text zu chiffrieren.:153
In den Liedern der Edda, besonders in den Sigrdrífomál, werden darüber hinaus eine Reihe von Zauber- oder Symbolrunen erwähnt, die beispielsweise der Heilung, Schädigung oder dem Schutz dienten. Solch mächtige Runen finden sich insbesondere auf Waffen, wie den Schwertern in Tolkiens Erzählung, jedoch auch auf tatsächlichen Fundstücken wie den Speerspitzen von Dahmsdorf.
Als Schutzmaßnahme dienten ebenso die Schriftzüge auf dem Tor, das in die Minen von Moria führte. Wer das Losungswort nicht kannte, war nicht in der Lage, die Zwergentür zu öffnen oder gar als tatsächlichen Durchgang zu erkennen. Die im Film Der Herr der Ringe als Symbole über dem Eingang in den Dwimorberg dargestellte Warnung hatte ursprünglich in der Romanvorlage ein uralter Greis zu Baldor, einem König der Rohirrim gesprochen, als dieser dort hineingehen wollte. Nach den Worten „Der Weg ist versperrt. Er wurde angelegt von jenen, die tot sind, und die Toten halten ihn, bis die Zeit gekommen ist, der Weg ist versperrt“ verstarb der Greis und ebenso bald darauf Baldor, der trotz dieser Warnung die Pfade der Toten betrat.

## Weiterführende Literatur und Quellen
- J. R. R. Tolkien: The Monsters and the Critics. Herausgegeben von Christopher Tolkien. George Allen & Unwin, London 1983, ISBN 0-04-809019-0.
- Rudolf Simek: Lexikon der germanischen Mythologie (= Kröners Taschenausgabe. Band 368). Kröner, Stuttgart 1984, ISBN 3-520-36801-3.
- Humphrey Carpenter: The Letters of J. R. R. Tolkien. Houghton Mifflin, Boston 1981, ISBN 0-395-31555-7.
- J. R. R. Tolkien: Briefe. Klett-Cotta, Stuttgart 1991, ISBN 3-608-95028-1.
- J. R. R. Tolkien: English and Welsh. In: The Monsters and the Critics. Grafton, 1997, ISBN 0-261-10263-X.
- Andrew Wawn: The Vikings and the Victorians: Inventing the Old North in 19th-Century Britain. D.S.Brewer, 2002, ISBN 0-85991-644-8.
- Dirk Schreiber: Mythen in der Kunst. Königshausen & Neumann, Würzburg 2004, ISBN 3-8260-2576-8, S. 318 (books.google.de).
- Rudolf Simek: Mittelerde. Tolkien und die germanische Mythologie. C. H. Beck, München 2005, ISBN 3-406-52837-6.
- Marjorie Burns: Perilous Realms: Celtic and Norse in Tolkien’s Middle-earth. University of Toronto Press, 2005, ISBN 0-8020-3806-9, JSTOR:10.3138/j.ctt1287rv1 (Review: doi:10.1353/tks.2006.0016).
- J. R. R. Tolkien: Nachrichten aus Mittelerde. Deutscher Taschenbuch Verlag, München 2006, ISBN 3-423-20845-7.
- J. R. R. Tolkien: Das Buch der Verschollenen Geschichten Teil 1. Klett-Cotta, Stuttgart 2007, ISBN 978-3-608-93061-0.
- J. R. R. Tolkien: Das Buch der Verschollenen Geschichten Teil 2. Klett-Cotta, Stuttgart 2007, ISBN 978-3-608-93062-7.
- J. R. R. Tolkien: Das Silmarillion. Klett-Cotta, Stuttgart 2007, ISBN 978-3-608-93245-4.
- J. R. R. Tolkien: Die Kinder Húrins. Klett-Cotta, Stuttgart 2007, ISBN 978-3-608-93603-2.
- Tom A. Shippey: Der Weg nach Mittelerde: Wie J.R.R. Tolkien „Der Herr der Ringe“ schuf. Klett-Cotta, Stuttgart 2008, ISBN 978-3-608-93601-8 (englisch: The Road to Middle-earth).
- Marjorie Burns: Carl Phelpstead: Tolkien and Wales: Language, Literature and Identity. In: Tolkien Studies. Band 9, Nr. 1, 2012, ISSN 1547-3163, S. 75–78, doi:10.1353/tks.2012.0011 (Review).
- Arnulf Krause: Die wirkliche Mittelerde: Tolkiens Mythologie und ihre Wurzeln im Mittelalter. Theiss Verlag, Köln 2012, ISBN 978-3-8062-2478-8.
- J. R. R. Tolkien, Douglas A. Anderson: Das große Hobbit-Buch. Klett-Cotta, Stuttgart 2012, ISBN 978-3-608-93714-5.
- Christian Hatzenbichler: J.R.R. Tolkien und sein Christentum. Eine religionswissenschaftliche Auseinandersetzung mit Tolkiens Werk und seiner Rezeptionsgeschichte. Tectum, Baden-Baden 2019, ISBN 978-3-8288-4386-8 (books.google.de – Leseprobe).